# SK Sturm Graz/Zahlen und Fakten
Dieser Artikel dient der Darstellung bedeutender Statistiken zum SK Sturm Graz, für die im Hauptartikel nur wenig Platz ist. An wichtigen Stellen wird dort auf einzelne Abschnitte dieser Datensammlung verlinkt.

## Detaillierte Statistik der Endspielteilnahmen des SK Sturm

### Teilnahme an österreichischen Meisterschaftsendspielen

#### Österreichische Amateur-Staatsmeisterschaft 1933/34
| 0 Salzburger AK 1914 – 0Grazer Sportklub Sturm (Hinspiel) | |
| Ergebnis                                                  | 1:2 |
| Austragungsort                                            | Salzburg-Nonntal, 2. September 1934, 700 Zuschauer                                                                                   |
| Schiedsrichter                                            | Alois Beranek |
| Tore                                                      | 1:0 Sollereder 1:1 Sever 1:2 Sever                                                                                                   |
|                                                           | |
| Grazer Sportklub Sturm                                    | Jesenitschnig – Krisper, Oroszy – Martin Lamoth, Leopold Kruschitz, Franz Kruschitz – Hörzer, Mikulic, Max Lamoth, Sever, Waldhauser |
| Trainer                                                   | Franz Reistenhofer bzw. Josef Plendner                                                                                               |

| 0 Grazer Sportklub Sturm – 0Salzburger AK 1914 (Rückspiel) | |
| Ergebnis                                                   | 2:0 |
| Austragungsort                                             | Sturm-Platz, Graz, 9. September 1934, 3.000 Zuschauer                                                                               |
| Schiedsrichter                                             | Jannak |
| Tore                                                       | 1:0 Dellinger 2:0 Sever |
|                                                            | |
| Grazer Sportklub Sturm                                     | Jesenitschnig – Krisper, Oroszy – Martin Lamoth, Leopold Kruschitz, Franz Kruschitz – Hörzer, Mikulic, Max Lamoth, Sever, Dellinger |
| Trainer                                                    | Franz Reistenhofer bzw. Josef Plendner                                                                                              |

#### Österreichische Amateur-Staatsmeisterschaft 1935/36
| 0 Grazer Sportklub Sturm – 1. Wiener Neustädter SC (Hinspiel) | |
| Ergebnis                                                      | 6:1 (3:1) |
| Austragungsort                                                | Sturm-Platz, Graz, 9. August 1936, 3.000 Zuschauer                                                           |
| Schiedsrichter                                                | Steiner |
| Tore                                                          | Gmeindl Max Lamoth Sever Pappenscheller                                                                      |
|                                                               | |
| Grazer Sportklub Sturm                                        | Stechowsky – Krisper, Angerer – Mikulic, L. Kruschitz, Frühwirth – Hörzer, Gmeindl, Max Lamoth, Sever, Koren |
| Trainer                                                       | Max Haider; Josef Plendner                                                                                   |

| 1. Wiener Neustädter SC – 0Grazer Sportklub Sturm (Rückspiel) | |
| Ergebnis                                                      | 6:0 |
| Austragungsort                                                | Wiener Neustadt, 16. August 1936, 2.000 Zuschauer                                                                           |
| Schiedsrichter                                                | Zucker |
| Tore                                                          | Schatzer Müller Pappenscheller Kohlhauser Prechtl                                                                           |
|                                                               | |
| Grazer Sportklub Sturm                                        | Jesenitschnig – Krisper, Oroszy – Martin Lamoth, L. Kruschitz, F. Kruschitz – Hörzer, Mikulic Max Lamoth, Sever, Waldhauser |
| Trainer                                                       | Max Haider; Josef Plendner                                                                                                  |

#### Bezirksmeisterschaft Süd (Stmk. & Ktn.) Finalspiele 1940/41
| 0 Grazer Sportklub Sturm – Villacher SV (1. Spiel) |                                      |
| Ergebnis                                           | 5:3 (1:2)                            |
| Austragungsort                                     | Sturm-Platz, Graz, 1941, ? Zuschauer |
| Schiedsrichter                                     | ?                                    |
| Tore                                               | ?                                    |
|                                                    |                                      |
| Grazer Sportklub Sturm                             | ?                                    |
| Trainer                                            | Josef Plendner                       |

| Villacher SV – 0 Grazer Sportklub Sturm (2. Spiel) |                            |
| Ergebnis                                           | 2:0 (1:0)                  |
| Austragungsort                                     | Villach, 1941, ? Zuschauer |
| Schiedsrichter                                     | ?                          |
| Tore                                               | ?                          |
|                                                    |                            |
| Grazer Sportklub Sturm                             | ?                          |
| Trainer                                            | Josef Plendner             |

| 0 Grazer Sportklub Sturm – Villacher SV (Entscheidungsspiel auf neutralem Boden) |                                               |
| Ergebnis                                                                         | 5:0 (2:0)                                     |
| Austragungsort                                                                   | Stadion Donawitz, Donawitz, 1941, ? Zuschauer |
| Schiedsrichter                                                                   | ?                                             |
| Tore                                                                             | ?                                             |
|                                                                                  |                                               |
| Grazer Sportklub Sturm                                                           | ?                                             |
| Trainer                                                                          | Josef Plendner                                |

#### Aufstiegsfinalspiel in die Bereichsklasse 1941/42
| 0 Grazer Sportklub Sturm – Post SV Wien |                                                               |
| Ergebnis                                | 3:2                                                           |
| Austragungsort                          | Sturm-Platz, Graz, 28. August (?) 1941, ? Zuschauer           |
| Schiedsrichter                          | ?                                                             |
| Tore                                    | 1:0 Schneider 2:0 Schmidt 3:0 Gmeindl 3:1 Seiter 3:2 Sponring |
|                                         |                                                               |
| Grazer Sportklub Sturm                  | ?                                                             |
| Sportwart                               | Josef Plendner                                                |

#### Österreichische Meisterschaft 1980/81
| 0 SK Sturm Graz – 0SK Rapid Wien (36. Runde) | |
| Ergebnis                                     | 1:4 (0:1) |
| Austragungsort                               | Liebenauer Stadion, Graz, 20. Juni 1981, 22.000 Zuschauer                                                                       |
| Schiedsrichter                               | Linemayr |
| Tore                                         | 0:1 Keglevits (38.) 0:2 Krauss (48.) 1:2 Bakota (49., Elfmeter) 1:3 Keglevits (67.) 1:4 Krauss (88.)                            |
|                                              | |
| SK Sturm Graz                                | Saria – Grössinger, Schilcher, Pichler, Schauss – Breber, Kulmer (46. Pfleger), Steiner, Jurtin – Bakota, Stendal (62. Hörmann) |
| Trainer                                      | Otto Barić |

#### Österreichische Meisterschaft 1995/96
| 0SK Rapid Wien – 0SK Sturm Graz (36. Runde) | |
| Ergebnis                                    | 2:0 (1:0) |
| Austragungsort                              | Praterstadion, Wien, 1. Juni 1996, 48.000 Zuschauer                                                                                                 |
| Schiedsrichter                              | Grabher |
| Tore                                        | 1:0 Pivarnik (7.) 2:0 Stumpf (87.) |
|                                             | |
| SK Sturm Graz                               | Gill – Tschernyschow – Milanic, Posch (59. Reinmayr) – Schopp, Swierczewski, Hörmann, Wetl, Gruber (59. Prilasnig) – Vastić, Haas (62. Neukirchner) |
| Trainer                                     | Ivica Osim |

#### Österreichische Meisterschaft 1997/98
| 0 SK Sturm Graz – 0FK Austria Wien (29. Runde) | |
| Ergebnis                                       | 5:0 (2:0) |
| Austragungsort                                 | Arnold Schwarzenegger Stadion, Graz, 13. April 1998, 13.500 Zuschauer                                                                         |
| Schiedsrichter                                 | Dietmar Drabek |
| Tore                                           | 1:0 Reinmayr (35.) 2:0 Haas (39.) 3:0 Schupp (54.) 4:0 Kocijan (81.) 5:0 Prilasnig (88.)                                                      |
|                                                | |
| SK Sturm Graz                                  | Sidorczuk – Foda – Milanic, Popovic (76. Posch) – Schopp (76. Neukirchner), Mählich, Reinmayr, Schupp, Prilasnig – Vastić, Haas (76. Kocijan) |
| Trainer                                        | Ivica Osim |

#### Österreichische Meisterschaft 1998/99
| 0 SK Sturm Graz – 0FC Tirol Innsbruck (36. Runde) | |
| Ergebnis                                          | 3:0 (1:0) |
| Austragungsort                                    | Arnold Schwarzenegger Stadion, Graz, 29. Mai 1999, 13.000 Zuschauer                                                                                         |
| Schiedsrichter                                    | Bernhard Brugger |
| Tore                                              | 1:0 Haas (10.) 2:0 Martens (48.) 3:0 Haas (73.) |
|                                                   | |
| SK Sturm Graz                                     | Sidorczuk – Foda – Neukirchner, Popovic (76. Posch) – Schopp, Mählich, Schupp (75. Minavand), Prilasnig, Martens – Reinmayr (84. Berco), Haas (75. Kocijan) |
| Trainer                                           | Ivica Osim |

#### Österreichische Meisterschaft 2010/11
| 0 SK Sturm Graz – 0FC Wacker Innsbruck (36. Runde) | |
| Ergebnis                                           | 2:1 (1:1) |
| Austragungsort                                     | UPC-Arena, Graz, 25. Mai 2011, 15.400 Zuschauer                                                                                                  |
| Schiedsrichter                                     | Oliver Drachta |
| Tore                                               | 1:0 Hölzl (14.) 1:1 Hauser (29.) 2:1 Muratović (84.)                                                                                             |
|                                                    | |
| SK Sturm Graz                                      | Gratzei – Standfest, Schildenfeld, Pürcher, Perthel – Hölzl (88. Ehrenreich), Kienzl, Weber, Kainz (76. Haas) – Kienast (68. Muratović), Szabicz |
| Trainer                                            | Franco Foda |

### Teilnahme an österreichischen Pokalendspielen

#### Steirisches Cupfinale 1935/36
| 0 Grazer Sportklub Sturm – 0Grazer AK | |
| Ergebnis                              | 3:2 (0:2) |
| Austragungsort                        | Graz, ?, 3.000 Zuschauer                                                                                               |
| Tore                                  | 0:1 ? 0:2 ? 1:2 Schneider (Elfmeter) 2:2 Schneider (Elfmeter) 3:2 Max Lamoth                                           |
|                                       | |
| SK Sturm Graz                         | Stechowsky – Krisper, Schopp – Angerer, L. Kruschitz, Frühwirth – Hörzer, Max Lamoth, Schneider, Mikulic, F. Kruschitz |
| Sektionsleiter                        | Max Haider; Josef Plendner                                                                                             |

#### Steirisches Cupfinale 1936/37
| 0 Grazer Sportklub Sturm – Grazer SC Straßenbahn |                      |
| Ergebnis                                         | 4:2                  |
| Austragungsort                                   | Graz, ?, ? Zuschauer |
| Tore                                             | ?                    |
|                                                  |                      |
| SK Sturm Graz                                    | ?                    |
| Sektionsleiter                                   | Josef Plendner       |

#### Steirisches Cupfinale 1937/38
| 0 Grazer Sportklub Sturm – Südbahn |                      |
| Ergebnis                           | 4:0 (3:0)            |
| Austragungsort                     | Graz, ?, ? Zuschauer |
| Schiedsrichter                     |                      |
| Tore                               | ?                    |
|                                    |                      |
| SK Sturm Graz                      |                      |
| Sektionsleiter                     | Josef Plendner       |

#### Steirisches Cupfinale 1945/46
| 0 SK Sturm Graz – Grazer SC (Hinspiel) |                      |
| Ergebnis                               | 1:1 n. V.            |
| Austragungsort                         | Graz, ?, ? Zuschauer |
| Schiedsrichter                         |                      |
| Tore                                   | ?                    |
|                                        |                      |
| SK Sturm Graz                          | ?                    |
| Trainer                                | Leopold Kruschitz    |

| Grazer SC – 0SK Sturm Graz (Rückspiel) |                      |
| Ergebnis                               | 0:3                  |
| Austragungsort                         | Graz, ?, ? Zuschauer |
| Schiedsrichter                         |                      |
| Tore                                   | ?                    |
|                                        |                      |
| SK Sturm Graz                          | ?                    |
| Trainer                                | Leopold Kruschitz    |

#### Steirisches Cupfinale 1946/47
| 0 SK Sturm Graz – 0GAK |                      |
| Ergebnis               | 1:0                  |
| Austragungsort         | Graz, ?, ? Zuschauer |
| Schiedsrichter         |                      |
| Tore                   | ?                    |
|                        |                      |
| SK Sturm Graz          | ?                    |
| Trainer                | Josef Molzer         |

#### Österreichisches Cupfinale 1947/48
| 0FK Austria Wien – 0SK Sturm Graz | |
| Ergebnis                          | 2:0 (1:0)                                                                                           |
| Austragungsort                    | Wiener Stadion, Wien, 4. Juli 1948, 40.000 Zuschauer                                                |
| Schiedsrichter                    | Schneller                                                                                           |
| Tore                              | 1:0 Stojaspal (38.) 2:0 Stroh (65., Elfmeter)                                                       |
|                                   | |
| SK Sturm Graz                     | Ullaga – Friedrich, Lobenhofer, Landhauf, Denk, Zötsch – Valentin, Gmeindl, Schmidt, Durek, Schabus |
| Trainer                           | Josef Molzer                                                                                        |

#### Steirisches Cupfinale 1947/48
| 0 SK Sturm Graz – 0GAK |                      |
| Ergebnis               | 4:2                  |
| Austragungsort         | Graz, ?, ? Zuschauer |
| Schiedsrichter         | ?                    |
| Tore                   | ?                    |
|                        |                      |
| SK Sturm Graz          | ?                    |
| Trainer                | Josef Molzer         |

#### Steirisches Cupfinale 1948/49
| 0ESV Austria Graz – 0SK Sturm Graz (4. Finalspiel) |                      |
| Ergebnis                                           | 1:3                  |
| Austragungsort                                     | Graz, ?, ? Zuschauer |
| Schiedsrichter                                     | ?                    |
| Tore                                               | ?                    |
|                                                    |                      |
| SK Sturm Graz                                      |                      |
| Trainer                                            | Josef Molzer         |

#### Österreichisches Cupfinale 1974/75
| 0Wacker Innsbruck – 0SK Sturm Graz (Hinspiel) | |
| Ergebnis                                      | 3:0 (2:0) |
| Austragungsort                                | Tivoli, Innsbruck, 17. Juni 1975, 8.000 Zuschauer                                                                           |
| Schiedsrichter                                | Latzin |
| Tore                                          | 1:0 Horvath (1., Elfmeter) 2:0 Horvath (40., Elfmeter) 3:0 Flindt (50.)                                                     |
|                                               | |
| SK Sturm Graz                                 | Muftic – Wirth, Russ, H. Weber, H. Huberts – Pichler, Seneca, Steiner – Kulmer (46. Ringerts), Stendal, Jurtin (46. Bucsek) |
| Trainer                                       | Karl Schlechta |

| 0 SK Sturm Graz – 0Wacker Innsbruck (Rückspiel) |                                                                                                |
| Ergebnis                                        | 2:0 (1:0)                                                                                      |
| Austragungsort                                  | Liebenauer Stadion, Graz, 26. Juni 1975, 12.000 Zuschauer                                      |
| Schiedsrichter                                  | Wöhrer                                                                                         |
| Tore                                            | 1:0 Kulmer (31.) 2:0 Kulmer (53.)                                                              |
|                                                 |                                                                                                |
| SK Sturm Graz                                   | Muftic – Ruth, Russ, H. Weber, H. Huberts – Pichler, Seneca, Steiner – Kulmer, Stendal, Jurtin |
| Trainer                                         | Karl Schlechta                                                                                 |

#### Österreichisches Cupfinale 1995/96
| 0 SK Sturm Graz – 0Admira Wacker | |
| Ergebnis                         | 3:1 (1:0) |
| Austragungsort                   | Ernst-Happel-Stadion, Wien, 5. Juni 1996, 8.800 Zuschauer                                                                                    |
| Schiedsrichter                   | Konrad Plautz |
| Tore                             | 1:0 Milanic (31.) 2:0 Wetl (59.) 3:0 Wetl (67.) 3:1 E. Ogris (74.)                                                                           |
|                                  | |
| SK Sturm Graz                    | Gill – Neukirchner – Milanic (46. Prilasnig), Posch – Schopp, Hörtnagl (63. Haas/88. Gruber), Swierczewski, Hörmann, Reinmayr, Wetl – Vastić |
| Trainer                          | Ivica Osim |

#### Österreichischer Supercup 1995/96
| 0 SK Sturm Graz – 0SK Rapid Wien | |
| Ergebnis                         | 1:0 (0:0) |
| Austragungsort                   | Alpenstadion, Kapfenberg, 27. Juli 1996, 7.000 Zuschauer                                                                  |
| Schiedsrichter                   | Schüttengruber |
| Tore                             | 1:0 Prilasnig (56.) |
|                                  | |
| SK Sturm Graz                    | Goriupp – Lydersen – Neukirchner, Posch – Hiden (65. Hopfer), Grassler, Swierczewski, Mählich, Prilasnig – Giannini, Pürk |
| Trainer                          | Ivica Osim |

#### Österreichisches Cupfinale 1996/97
| 0 SK Sturm Graz – 0Vienna | |
| Ergebnis                  | 2:1 (1:0) |
| Austragungsort            | Ernst-Happel-Stadion, Wien, 27. Mai 1997, 14.000 Zuschauer                                                                          |
| Schiedsrichter            | Dietmar Drabek |
| Tore                      | 1:0 Vastić (4., Elfmeter) 2:0 Dowe (73.) 2:1 Posch (88., Eigentor)                                                                  |
|                           | |
| SK Sturm Graz             | Sidorczuk – Martin Hiden – Milanic, Posch – Hopfer, Swierczewski, Mählich, Dowe, Pürk (70. Prilasnig) – Reinmayr (87. Haas), Vastić |
| Trainer                   | Ivica Osim |

#### Österreichischer Supercup 1996/97
| 0SV Austria Salzburg – 0SK Sturm Graz | |
| Ergebnis                              | 1:0 (0:0) |
| Austragungsort                        | Linzer Stadion, Linz, 5. Juli 1997, 3.200 Zuschauer                                                                                       |
| Schiedsrichter                        | Robert Sedlacek |
| Tore                                  | 1:0 Aufhauser (77.) |
|                                       | |
| SK Sturm Graz                         | Goriupp – Foda – Milanic (60. Popovic), Posch (36. Hopfer) – Neukirchner, Gröbl, Mählich, Schupp, Prilasnig – Reinmayr (60. Haas), Vastić |
| Trainer                               | Ivica Osim |

#### Österreichisches Cupfinale 1997/98
| 0SV Ried – 0SK Sturm Graz | |
| Ergebnis                  | 3:1 (2:0) |
| Austragungsort            | Gerhard-Hanappi-Stadion, Wien, 19. Mai 1998, 5.000 Zuschauer                                                                                  |
| Schiedsrichter            | Günter Benkö |
| Tore                      | 1:0 Stanisavljevic (10., Elfmeter) 2:0 Drechsel (32.) 2:1 Reinmayr (88.) 3:1 Scharrer (89.)                                                   |
|                           | |
| SK Sturm Graz             | Sidorczuk – Foda – Milanic (30. Posch), Neukirchner (70. Spiteri) – Hopfer, Mählich, Reinmayr, Schupp, Prilasnig (24. Kocijan) – Vastić, Haas |
| Trainer                   | Ivica Osim |

#### Österreichischer Supercup 1997/98
| 0 SK Sturm Graz – 0SV Ried | |
| Ergebnis                   | 4:0 (3:0) |
| Austragungsort             | Wörtherseestadion, Klagenfurt, 24. Juli 1998, 6.000 Zuschauer |
| Schiedsrichter             | Sowa |
| Tore                       | 1:0 Vastić (2.) 2:0 Reinmayr (15.) 3:0 Hopfer (44.) 4:0 Reinmayr |
|                            | |
| SK Sturm Graz              | Sidorczuk (74. Kraßnitzer) – Neukirchner – Milanic, Posch – Schopp (66. Bardel), Hopfer, Mählich (74. Bochtler), Reinmayr (60. Minavand), Kocijan (74. Gröbl) – Vastić |
| Trainer                    | Ivica Osim |

#### Österreichisches Cupfinale 1998/99
| 0LASK – 0SK Sturm Graz | |
| Ergebnis               | 2:4 n. E. (1:1, 1:0) |
| Austragungsort         | Ernst-Happel-Stadion, Wien, 18. Mai 1999, 8.500 Zuschauer                                                                                        |
| Schiedsrichter         | Robert Sedlacek |
| Tore                   | 1:0 Milinovic (10.) 1:1 Haas (60.) |
|                        | |
| SK Sturm Graz          | Sidorczuk – Foda – Neukirchner, Popovic – Martens (105. Berco), Reinmayr (109. Milanic), Schupp, Mählich, Minavand (97. Bochtler) – Vastić, Haas |
| Trainer                | Ivica Osim |

#### Österreichischer Supercup 1998/99
| 0 SK Sturm Graz – 0LASK | |
| Ergebnis                | 5:4 n. E. (1:1, 0:1) |
| Austragungsort          | Arnold Schwarzenegger-Stadion, Graz, 25. Juni 1999, 4.500 Zuschauer |
| Schiedsrichter          | Günter Benkö |
| Tore                    | 0:1 Udovic (25.) 1:1 Vastić (60.) |
|                         | |
| SK Sturm Graz           | Schicklgruber – Foda – Milanic (4. Prilasnig), Neukirchner (51. Martens) – Schopp (73. Bardel), Schupp, Mählich (78. Minavand), Reinmayr, Rothenbüchler (78. Bochtler) – Strafner, Vastić |
| Trainer                 | Ivica Osim |

#### Österreichisches Cupfinale 2001/02
| 0GAK – 0SK Sturm Graz | |
| Ergebnis              | 3:2 (3:0) |
| Austragungsort        | Arnold Schwarzenegger-Stadion, Graz, 12. Mai 2002, 15.400 Zuschauer                                                                        |
| Schiedsrichter        | Bernhard Brugger |
| Tore                  | 1:0 Brunmayr (15., Elfmeter) 2:0 Brunmayr (20.) 3:0 Kusi-Asare (35.) 3:1 Vastić (58.) 3:2 Vastić (92., Elfmeter)                           |
|                       | |
| SK Sturm Graz         | Hoffmann – Panadic – Strafner, Bosnar – Neukirchner (16. Pregelj), Mählich (46. Fernandez), Masudi (46. Amoah), Wetl, Rojas – Haas, Vastić |
| Trainer               | Ivica Osim |

#### Österreichischer Supercup 2001/02
| 0 SK Sturm Graz – 0GAK | |
| Ergebnis               | 0:3 (0:1) |
| Austragungsort         | Arnold Schwarzenegger-Stadion, Graz, 6. Juli 2002                                                                                       |
| Schiedsrichter         | Stefan Meßner |
| Tore                   | 0:1 Bazina 0:2 Dmitrovic 0:3 Brunmayr                                                                                                   |
|                        | |
| SK Sturm Graz          | Hoffmann – Neukirchner (52. Kienzl), Petrović, Bosnar, Brzęczek – Wetl (24. Strafner), Pregelj, Masudi, Dağ – Haas (64. Szabics), Amoah |
| Trainer                | Ivica Osim |

#### Österreichisches Cupfinale 2009/10

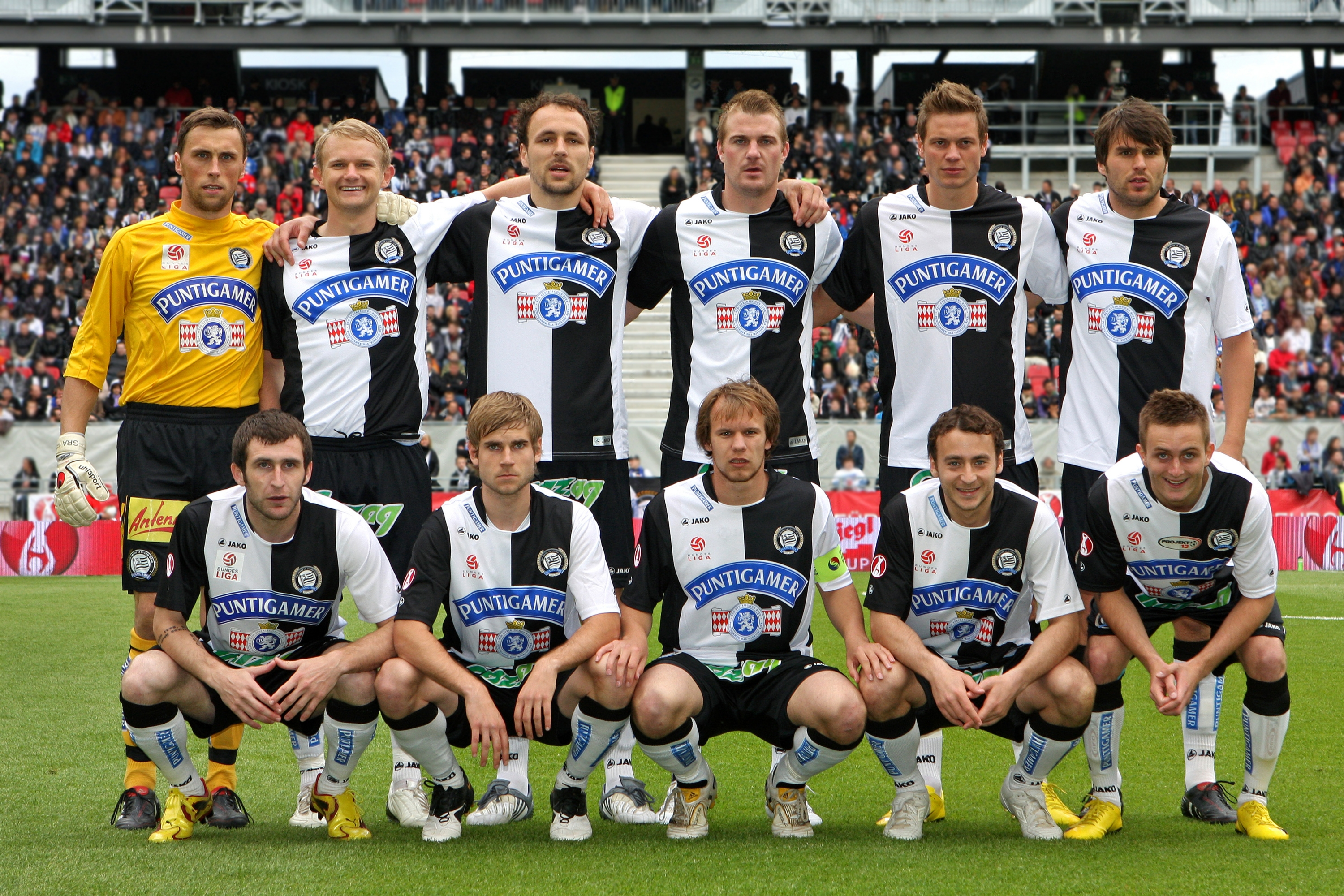
Die Startaufstellung der erfolgreichen Cup-Mannschaft 2010

| 0SK Sturm Graz – 0SC Wiener Neustadt | |
| Ergebnis                             | 1:0 (0:0) |
| Austragungsort                       | Hypo Group Arena, Klagenfurt, 16. Mai 2010, 28.000 Zuschauer                                                                                              |
| Schiedsrichter                       | Gerhard Grobelnik |
| Tor                                  | 1:0 Lavrič (81.) |
|                                      | |
| SK Sturm Graz                        | Gratzei – Lamotte, Sonnleitner, Schildenfeld, Kandelaki – Salmutter (55. Beichler), Kienzl, Weber, Jantscher (78. Haas) – Lavrič, Kienast (73. Muratovic) |
| Trainer                              | Franco Foda |

#### Österreichisches Cupfinale 2017/18
| 0SK Sturm Graz – 0FC Red Bull Salzburg | |
| Ergebnis                               | 1:0 n. V. (0:0, 0:0) |
| Austragungsort                         | Wörthersee Stadion, Klagenfurt, 9. Mai 2018, 27.100 Zuschauer |
| Schiedsrichter                         | Harald Lechner |
| Tor                                    | 1:0 Hierländer (112.) |
|                                        | |
| SK Sturm Graz                          | Jörg Siebenhandl – Dario Maresic, Fabian Koch, Lukas Spendlhofer – Marvin Potzmann, Stefan Hierländer, James Jeggo, Peter Žulj (122. Christian Schoissengeyr) – Deni Alar (118. Sandi Lovrić), Thorsten Röcher (102. Philipp Huspek), Bright Edomwonyi (93. Jakob Jantscher) |
| Trainer                                | Heiko Vogel |

#### Österreichisches Cupfinale 2022/23
| 0SK Rapid Wien – 0SK Sturm Graz | |
| Ergebnis                        | 0:2 (0:0) |
| Austragungsort                  | Wörthersee Stadion, Klagenfurt, 30. April 2023, 30.000 Zuschauer |
| Schiedsrichter                  | Christopher Jäger |
| Tor                             | 0:1 Sarkaria (65.) 0:2 Sarkaria (84.) |
|                                 | |
| SK Sturm Graz                   | Arthur Okonkwo – David Schnegg, Gregory Wüthrich, David Affengruber, Jusuf Gazibegović – Jon Gorenc Stankovič – Alexander Prass (89. Niklas Geyrhofer), Otar Kiteischwili (75. Tomi Horvat), Stefan Hierländer – Emanuel Emegha, Manprit Sarkaria (90+1. Bryan Teixeira) |
| Trainer                         | Christian Ilzer |

#### Österreichisches Cupfinale 2023/24
| 0SK Sturm Graz – 0SK Rapid Wien | |
| Ergebnis                        | 2:1 (0:1) |
| Austragungsort                  | Wörthersee Stadion, Klagenfurt, 30. April 2023, 30.000 Zuschauer |
| Schiedsrichter                  | Sebastian Gishamer |
| Tor                             | 0:1 Seidl (43.), 1:1 Querfeld (50., Eigentor), 2:1 Horvat (81.) |
|                                 | |
| SK Sturm Graz                   | Vítězslav Jaroš – David Schnegg, David Affengruber, Gregory Wüthrich, Jusuf Gazibegović – Jon Gorenc Stankovič – Alexander Prass (73. Dimitri Lavalée), Otar Kiteischwili, Tomi Horvat (89. Stefan Hierländer) – Seedy Jatta (60. William Bøving), Mika Biereth |
| Trainer                         | Christian Ilzer |

## Personen

### Vereinsstruktur und Organe des Vereins
Der SK Sturm Graz ist ein Mitgliederverein. Er wird von einem Präsidium („Vorstand“) geführt und nach außen hin durch den Präsidenten vertreten. Die Organe des Vereins gliedern sich wie folgt:
- Die Mitgliederversammlung
- Der Vorstand
- Das Präsidium
- Das Schiedsgericht
- Zwei Rechnungsprüfer, wenn kein Abschlussprüfer zu bestellen ist
- Das Kuratorium und der Ausschuss des Kuratoriums
- Der Beirat zur Bewahrung der Tradition und Klubidentität

#### Mitglieder und Mitgliederversammlung
Die Mitgliederversammlung ist das höchste Vereinsorgan, der alle anderen Organe zur Rechenschaft verpflichtet sind. Eine so genannte ordentliche Mitgliederversammlung findet alle vier Jahre statt, außerordentliche Mitgliederversammlungen können auf Beschluss des Vorstandes, auf Antrag des Präsidenten, Abschlussprüfers oder der Rechnungsprüfer, auf einen schriftlich begründeten Antrag von mindestens 1/10 der stimmberechtigten Mitglieder oder auf einen Beschluss der ordentlichen Mitgliederversammlung stattfinden. Jedes ordentliche Mitglied hat lediglich eine Stimme, im Falle einer Familienmitgliedschaft muss eine namhafte Person vor der Versammlung ausgewählt werden. Wahlen und Beschlussfassungen erfolgen in der Regel mit einfacher Mehrheit der Stimmen, Beschlüsse, mit denen das Statut des Vereines geändert oder der Verein aufgelöst werden sollen, müssen durch 2/3-Mehrheit erfolgen. Den Vorsitz in der Mitgliederversammlung führt der Präsident oder sein Stellvertreter, bei Abwesenheit des Präsidenten. Bei Abwesenheit der/des Vizepräsidenten führt das an Jahren älteste anwesende Vorstandsmitglied den Vorsitz, bei Verhinderung des gesamten Vorstandes das an Jahren älteste anwesende ordentliche Mitglied. Stimmberechtigte Mitglieder sind ordentliche Mitglieder sowie eine Person der Familienmitglieder. Die Mitgliedschaft teilt sich wie folgt:
| Kategorie                                          | Mitgliedsbeitrag pro Jahr | Stimmberechtigung |
| -------------------------------------------------- | ------------------------- | ----------------- |
| außerordentliches Mitglied                         | 40 €                      | Nein              |
| ordentliches Mitglied                              | 100 €                     | Ja                |
| ordentliches Familienmitglied                      | 125 €                     | Ja                |
| Ehrenmitglied und Ehrenpräsident                   | -                         | -                 |
| sportausübende Mitglieder (> 18 Jahre)             | -                         | -                 |
| jugendliche sportausübende Mitglieder (< 18 Jahre) | -                         | -                 |

#### Vorstand und Präsidium
Der Vorstand des Vereins besteht aus mindestens 5, maximal 15 ordentlichen Mitgliedern. Diese werden von der Mitgliederversammlung gewählt werden. Die Wahl erfolgt ohne Bestimmung der Funktionen. Binnen 14 Tage nach der Wahl muss der gewählte Vorstand Mitglieder wählen, die das Präsidium bilden, bestehend aus:
- dem Präsidenten
- einen oder zwei Vizepräsidenten
- dem Finanzvorstand
- dem Stellvertreter des Finanzvorstandes

### Obmänner und Präsidenten seit 1909

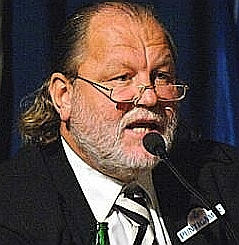
Der am längsten amtierende Präsident des SK Sturm, Hannes Kartnig

| Name                | von  | bis   |
| ------------------- | ---- | ----- |
| Karl Assmann        | 1909 | 1910  |
| Rudolf Jäger        | 1911 | –     |
| Karl Assmann        | 1912 | –     |
| Arthur Longin       | 1913 | 1914  |
| Karl Assmann        | 1914 | 1919  |
| Hermann Kürzl       | 1920 | 1921  |
| Karl Assmann        | 1922 | 1923  |
| Cornelius Gragger   | 1923 | 1924  |
| Max Spurny          | 1924 | 1925  |
| Franz Hofstätter    | 1925 | 1927  |
| Karl Lustig-Prean   | 1927 | 1928  |
| Ludwig Smola        | 1928 | –     |
| Rudolf Resner       | 1929 | 1932  |
| Josef Plendner      | 1933 | –     |
| Franz Reistenhofer  | 1934 | –     |
| Othmar Seindl       | 1935 | 1936  |
| Wilhelm Zach        | 1937 | –     |
| Cornelius Gragger   | 1938 | –     |
| Josef Türk          | 1939 | 1942  |
| Karl Geisler        | 1943 | 1945  |
| Josef Plendner      | 1945 | –     |
| Ernst Oswald        | 1946 | 1949  |
| Franz Reistenhofer  | 1949 | 1953  |
| Hans Aihirn         | 1950 | –     |
| Ernst Rossbacher    | 1951 | 1954  |
| Hermann Kurzbauer   | 1954 | –     |
| Wilhelm Schlösser   | 1955 | 1963  |
| Herwig Brandstetter | 1961 | 1964  |
| Josef Soral         | 1964 | 1971  |
| Hans Gert           | 1971 | 1976  |
| Franz Gady          | 1976 | 1983  |
| Helmut Braunegger   | 1983 | –     |
| Heinz Hochstrasser  | 1983 | 1984  |
| Alois Paul          | 1985 | 1989  |
| Werner Mörth        | 1989 | –     |
| Hugo Egger          | 1989 | 1990  |
| Charly Temmel       | 1990 | 1992  |
| Hannes Kartnig      | 1992 | 2006  |
| Johann Fedl         | 2006 | 2007  |
| Hans Rinner         | 2007 | 2010  |
| Gerald Stockenhuber | 2010 | 2012  |
| Christian Jauk      | 2012 | heute |

#### Ehrenpräsidenten seit 1909
| Name                | Anmerkung                 |
| ------------------- | ------------------------- |
| Karl Assmann        | † 1958; Gründungsmitglied |
| Franz Reistenhofer  | † 1965                    |
| Hermann Kurzbauer   | † 1970                    |
| Wilhelm Schlösser   | † 2006                    |
| Josef Soral         | † 1994                    |
| Karl Pühringer      | † 2015                    |
| Franz Gady          | † 2015                    |
| Herbert Troger sen. | † 1996                    |
| Johann Fedl         | † 2024                    |
| Hans Rinner         | † 2018                    |

### Trainer seit 1945
| Franz Kruschitz   |
| Josef Molzer      |
| Ludwig Durek      |
| Franz Czernicky   |
| Karl Decker       |
| Janos Gerdov      |
| Hans Gmeindl      |
| Rudolf Strittich  |
| Josef Blum        |
| Ludwig Durek      |
| János Szép        |
| Otto Mühlbauer    |
| August Rumpf      |
| Lajos Lörinczy    |
| August Rumpf      |
| Rudolf Suchanek   |
| Karl Adamek       |
| Franz Fuchs       |
| Karl Kowanz       |
| Gerd Springer     |
| János Szép        |
| August Rumpf      |
| Adolf Remy        |
| Karl Schlechta    |
| Günther Paulitsch |
| Otto Barić        |
| Gernot Fraydl     |
| Robert Pflug      |
| Hermann Stessl    |
| Ivan Marković     |
| Franz Mikscha     |
| Walter Ludescher  |
| Manfred Steiner   |
| Otto Barić        |
| Gustl Starek      |
| Robert Pflug      |
| Laco Jurkemik     |
| Milan Đuričić     |
| Ivica Osim        |
| Franco Foda       |
| Gilbert Gress     |
| Michael Petrović  |
| Franco Foda       |
| Thomas Kristl     |
| Peter Hyballa     |
| Markus Schopp     |
| Darko Milanič     |
| Franco Foda       |
| Heiko Vogel       |
| Roman Mählich     |
| Nestor El Maestro |
| Christian Ilzer   |
| Jürgen Säumel     |

| Mai 1945       |
| Juli 1946      |
| Jänner 1950    |
| Jänner 1951    |
| Juli 1952      |
| Juli 1954      |
| Jänner 1955    |
| Juli 1955      |
| Jänner 1956    |
| Juli 1958      |
| Juli 1960      |
| Februar 1961   |
| Juli 1961      |
| Juli 1962      |
| Juli 1963      |
| Oktober 1963   |
| Jänner 1965    |
| August 1966    |
| Juli 1967      |
| Oktober 1967   |
| Juni 1970      |
| April 1971     |
| Juli 1971      |
| November 1972  |
| Juli 1977      |
| März 1980      |
| Juli 1982      |
| April 1984     |
| September 1984 |
| Juli 1985      |
| Oktober 1985   |
| Juni 1986      |
| Oktober 1988   |
| November 1988  |
| Juli 1989      |
| November 1991  |
| November 1992  |
| Juni 1993      |
| Juni 1994      |
| September 2002 |
| Juni 2003      |
| September 2003 |
| Juni 2006      |
| April 2012     |
| Juni 2012      |
| April 2013     |
| Juni 2013      |
| September 2014 |
| Jänner 2018    |
| November 2018  |
| Juni 2019      |
| Juli 2020      |
| November 2024  |

| Juni 1946      |
| Dezember 1949  |
| Dezember 1950  |
| Juni 1952      |
| Mai 1954       |
| Dezember 1954  |
| Juli 1955      |
| Dezember 1955  |
| Mai 1958       |
| Juni 1960      |
| Februar 1961   |
| Juni 1961      |
| Juni 1962      |
| Juni 1963      |
| Oktober 1963   |
| Dezember 1964  |
| Juli 1966      |
| Mai 1967       |
| Oktober 1967   |
| Mai 1970       |
| April 1971     |
| Juni 1971      |
| August 1972    |
| Juni 1977      |
| März 1980      |
| Juni 1982      |
| April 1984     |
| September 1984 |
| Juni 1985      |
| Oktober 1985   |
| Juni 1986      |
| Oktober 1988   |
| –              |
| Juli 1989      |
| November 1991  |
| Oktober 1992   |
| Juni 1993      |
| Juni 1994      |
| September 2002 |
| Mai 2003       |
| September 2003 |
| Mai 2006       |
| April 2012     |
| Juni 2012      |
| April 2013     |
| Juni 2013      |
| September 2014 |
| Dezember 2017  |
| November 2018  |
| Juni 2019      |
| Juni 2020      |
| November 2024  |

## Spieler

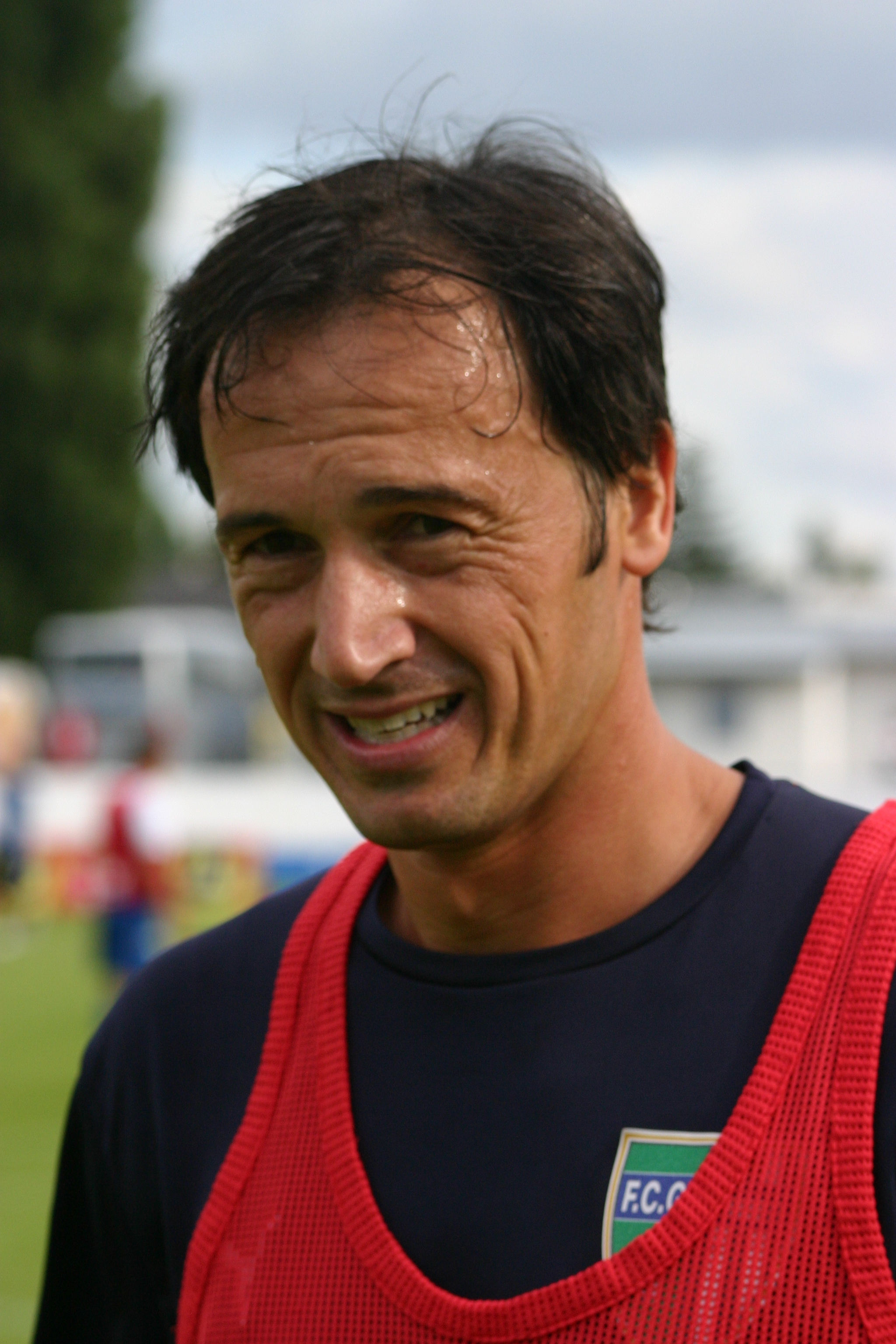
Zwischen 1999 und 2004 beim SK Sturm: Gerald Strafner

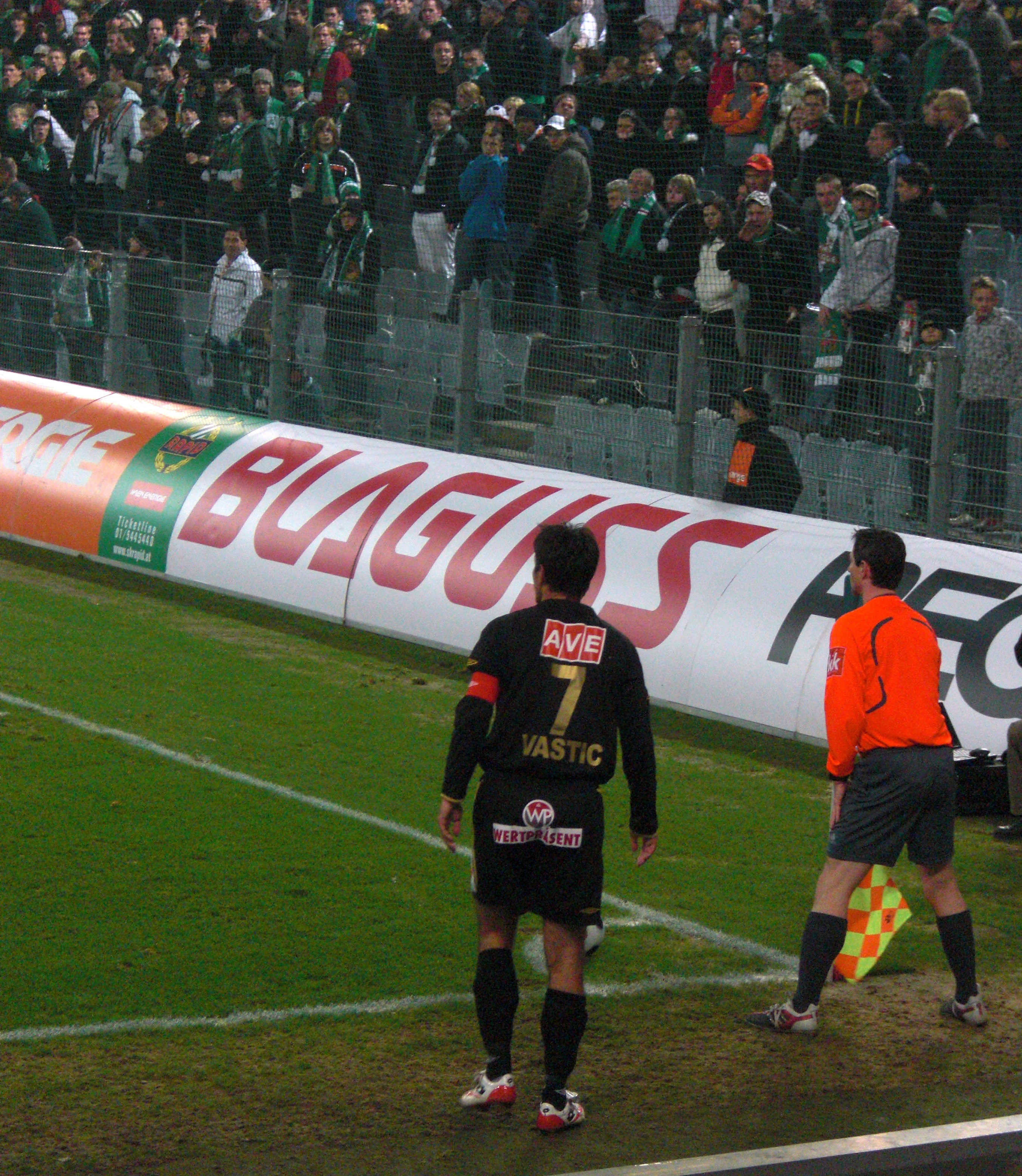
Der Publikumsliebling und langjährige Kapitän Ivica Vastić

### Ehemalige Spieler
→ siehe Liste der Spieler des SK Sturm Graz

### Kapitäne seit 1945
Folgende Spieler waren seit 1945 Kapitäne des SK Sturm (chronologisch, aber ohne Jahreszahlen):
| - Hans Gmeindl - Otto Denk - Ludwig Durek - Otto Mühlbauer - Helmut Hauser - Günter Paulitsch - Anton Wolf - Kurt Reisinger - Helmut Wagner - Walter Fuchs | - Kjeld Seneca - Heinz Ruß - Manfred Steiner - Andy Pichler - Rudolf Schauss - Michael Petrović - Heinz Thonhofer - Walter Hörmann - Arnold Wetl - Hannes Reinmayr | - Ivica Vastić - Günther Neukirchner - Frank Verlaat - Jürgen Säumel - Mario Haas1 - Mario Kienzl1 - Andreas Hölzl - Christian Gratzei - Manuel Weber - Michael Madl |

1… Erster Kapitän: Haas, zweiter Kapitän: Kienzl

### Rekordspieler

#### Meiste Spiele für Sturm seit 1949
(Stand: 15. Juli 2012)
| Name                   | Spiele |
| ---------------------- | ------ |
| 1.0Mario Haas          | 450    |
| 2.0Günther Neukirchner | 421    |
| 3.0Andy Pichler        | 410    |
| 4.0Rudolf Schauss      | 385    |
| 5.0Gernot Jurtin       | 378    |
| 6.0Heinz Ruß           | 333    |
| 7.0Manfred Steiner     | 322    |
| 8.0Walter Saria        | 319    |
| 9.0Manfred Wirth       | 300    |
| 10.0Heinz Thonhofer    | 261    |

#### Meiste Tore für Sturm seit 1949
(Stand: 12. September 2010)
| Name                  | Tore |
| --------------------- | ---- |
| 1.0Mario Haas         | 139  |
| 2.0Ivica Vastić       | 125  |
| 3.0Gernot Jurtin      | 119  |
| 4.0Božo Bakota        | 85   |
| 5.0Kurt Reisinger     | 70   |
| 6.0Kurt Stendal       | 69   |
| 7.0Ludwig Durek       | 63   |
| 8.0Otto Mühlbauer     | 61   |
| 9.0Toni Kaltenegger   | 60   |
| 10.0Heinerl Tautscher | 59   |

### Österreichische Nationalspieler
Diese Liste der Österreichischen Nationalspieler gibt all jene Spieler wieder, die seit jemals im Österreichischen Nationalteam gespielt haben und dabei im Kader des SK Sturm Graz standen. Dabei ist es nicht von Bedeutung, ob sie auch während ihrer Zeit im Kader des SK Sturm auch im Nationalteam spielten, oder entweder nur vorher, nur nachher oder sowohl vor- als auch nachher.
| Name                 | Nationalteam (von–bis) | Teamchef(s) | Team- spiele | Team- tore | Sturm Graz (von–bis)            | Trainer | Team- einsatz während Sturm |
| -------------------- | ---------------------- | --- | ------------ | ---------- | ------------------------------- | --- | --------------------------- |
| Ludwig Durek         | 1945                   | Karl Zankl | 02           | 0          | 1946–1956                       | Franz Kruschitz, Josef Molzer, Ludwig Durek, Franz Czernicky, Karl Decker, Janos Gerdov, Hans Gmeindl, Rudolf Strittich, Josef Blum                 | Nein                        |
| Karl Decker          | 1945–1952              | Karl Zankl, Edi Bauer, Eduard Frühwirth, Walter Nausch | 25           | 19         | 1951–1952                       | Franz Czernicky | Ja                          |
| Ernst Kozlicek       | 1954–1958              | Walter Nausch, Hans Kaulich, Josef Molzer, Karl Geyer, Josef Argauer Josef Molzer | 11           | 02         | 1964–1965                       | Rudolf Suchanek, Karl Adamek | Nein                        |
| Helmut Senekowitsch  | 1957–1968              | Josef Argauer, Josef Molzer, Alfred Frey, Franz Putzendopler, Egol Selzer, Josef Molzer, Karl Decker, Josef Waltner, Béla Guttmann, Eduard Frühwirth, Erwin Alge, Hans Pesser                       | 18           | 05         | 1955–1959                       | Hans Gmeindl, Rudolf Strittich, Josef Blum, Ludwig Durek                                                                                            | Ja                          |
| Johannes Jank        | 1963                   | Karl Decker | 01           | 0          | 1966–1967                       | Franz Fuchs | Nein                        |
| Günter Paulitsch     | 1964                   | Karl Decker | 01           | 0          | 1964–1965                       | Rudolf Suchanek, Karl Adamek | Ja                          |
| Heinz Ruß            | 1968                   | Leopold Šťastný | 02           | 0          | 1964–1978                       | Rudolf Suchanek, Karl Adamek, Franz Fuchs, Karl Kowanz, Gerd Springer, János Szép, August Rumpf, Adolf Remy, Karl Schlechta, Günther Paulitsch      | Ja                          |
| Robert Kaiser        | 1969                   | Leopold Šťastný | 01           | 0          | 1967–1975                       | Karl Kowanz, Gerd Springer, János Szép, August Rumpf, Adolf Remy, Karl Schlechta                                                                    | Ja                          |
| Wilhelm Huberts      | 1970                   | Leopold Šťastný | 03           | 0          | 1967–1977                       | Karl Kowanz, Gerd Springer, János Szép, August Rumpf, Adolf Remy, Karl Schlechta, Günther Paulitsch                                                 | Ja                          |
| Heinz Schilcher      | 1973                   | Leopold Šťastný | 01           | 0          | 1969–1971; 1978–1982            | Gerd Springer, János Szép; Günther Paulitsch, Otto Barić                                                                                            | Nein                        |
| Manfred Steiner      | 1975                   | Leopold Šťastný | 02           | 0          | 1972–1985                       | Adolf Remy, Karl Schlechta, Günther Paulitsch, Otto Barić, Gernot Fraydl, Robert Pflug, Hermann Stessl                                              | Ja                          |
| Heribert Weber       | 1976–1989              | Helmut Senekowitsch, Karl Stotz, Georg Schmidt, Felix Latzke, Erich Hof, Brank Elsner, Josef Hickersberger                                                                                          | 68           | 01         | 1973–1978                       | Karl Schlechta, Günther Paulitsch | Ja                          |
| Andy Pichler         | 1976–1985              | Helmut Senekowitsch, Karl Stotz, Georg Schmidt, Felix Latzke, Erich Hof, Brank Elsner | 11           | 0          | 1974–1984                       | Karl Schlechta, Günther Paulitsch, Otto Barić, Gernot Fraydl, Robert Pflug                                                                          | Ja                          |
| Walter Schachner     | 1976–1994              | Helmut Senekowitsch, Karl Stotz, Georg Schmidt, Felix Latzke, Erich Hof, Branko Elsner, Josef Hickersberger, Alfred Riedl, Dietmar Constantini, Ernst Happel, Dietmar Constantini, Herbert Prohaska | 65           | 23         | 1988–1990                       | Otto Barić, August Starek | Ja                          |
| Gernot Jurtin        | 1979–1983              | Karl Stotz, Georg Schmidt, Felix Latzke, Erich Hof | 12           | 01         | 1974–1987                       | Karl Schlechta, Günther Paulitsch, Otto Barić, Gernot Fraydl, Robert Pflug, Hermann Stessl, Ivan Marković, Franz Mikscha, Walter Ludescher          | Ja                          |
| Heinz Thonhofer      | 1983                   | Erich Hof | 01           | 0          | 1983–1984                       | Gernot Fraydl | Ja                          |
| Richard Niederbacher | 1984–1988              | Erich Hof, Branko Elsner, Josef Hickersberger | 04           | 0          | 1979–1983                       | Günther Paulitsch, Otto Barić, Gernot Fraydl | Nein                        |
| Walter Hörmann       | 1984–1992              | Erich Hof, Branko Elsner, Josef Hickersberger, Alfred Riedl, Dietmar Constantini, Ernst Happel | 15           | 0          | 1980–1985; 1992–1996            | Otto Barić, Gernot Fraydl, Robert Pflug, Hermann Stessl; Robert Pflug, Laco Jurkemik, Milan Đuričić, Ivica Osim                                     | Ja                          |
| Ewald Türmer         | 1985–1986              | Branko Elsner | 07           | 0          | 1987–1990                       | Walter Ludescher, Manfred Steiner, Otto Barić, August Starek                                                                                        | Nein                        |
| Jürgen Werner        | 1986–1988              | Branko Elsner, Josef Hickersberger | 11           | 0          | 1988–1989                       | Walter Ludescher, Manfred Steiner, Otto Barić | Nein                        |
| Otto Konrad          | 1989–1995              | Josef Hickersberger, Alfred Riedl, Dietmar Constantini, Ernst Happel, Dietmar Constantini, Herbert Prohaska                                                                                         | 12           | 0          | 1981–1991                       | Otto Barić, Gernot Fraydl, Robert Pflug, Hermann Stessl, Ivan Marković, Franz Mikscha, Walter Ludescher, Manfred Steiner, Otto Barić, August Starek | Ja                          |
| Alfred Hörtnagl      | 1989–2001              | Josef Hickersberger, Alfred Riedl, Dietmar Constantini, Ernst Happel, Dietmar Constantini, Herbert Prohaska, Otto Barić                                                                             | 27           | 01         | 1994–1996                       | Ivica Osim | Ja                          |
| Walter Kogler        | 1991–2001              | Alfred Riedl, Dietmar Constantini, Ernst Happel, Dietmar Constantini, Herbert Prohaska, Otto Barić                                                                                                  | 28           | 01         | 1990–1992                       | Ivica Osim | Ja                          |
| Arnold Wetl          | 1991–1999              | Alfred Riedl, Dietmar Constantini, Ernst Happel, Dietmar Constantini, Herbert Prohaska, Otto Barić                                                                                                  | 21           | 04         | 1989–1996; 2001–2003            | August Starek, Robert Pflug, Laco Jurkemik, Milan Đuričić, Ivica Osim                                                                               | Ja                          |
| Mario Posch          | 1992                   | Ernst Happel, Dietmar Constantini | 02           | 0          | 1994–1999                       | Ivica Osim | Nein                        |
| Roman Mählich        | 1992–2002              | Ernst Happel, Dietmar Constantini, Herbert Prohaska, Otto Barić, Hans Krankl | 20           | 0          | 1995–2003                       | Ivica Osim | Ja                          |
| Hannes Reinmayr      | 1993–1999              | Herbert Prohaska | 14           | 04         | 1995–2002                       | Ivica Osim | Ja                          |
| Marcus Pürk          | 1995–2002              | Herbert Prohaska, Otto Barić, Hans Krankl | 02           | 01         | 1996–1997                       | Ivica Osim | Ja                          |
| Markus Schopp        | 1995–2005              | Herbert Prohaska, Otto Barić, Hans Krankl | 56           | 06         | 1991–1996; 1998–2001            | August Starek, Robert Pflug, Laco Jurkemik, Milan Đuričić, Ivica Osim                                                                               | Ja                          |
| Ivica Vastić         | 1996–2009              | Herbert Prohaska, Otto Barić, Hans Krankl, Willibald Ruttensteiner, Andreas Herzog, Josef Hickersberger, Karel Brückner, Dietmar Constantini                                                        | 50           | 14         | 1994–2002                       | Ivica Osim | Ja                          |
| Mario Haas           | 1996–2007              | Herbert Prohaska, Otto Barić, Hans Krankl, Willibald Ruttensteiner, Andreas Herzog, Josef Hickersberger                                                                                             | 43           | 07         | 1993–1999; 2000–2005; 2006–2012 | Milan Đuričić, Ivica Osim | Ja                          |
| Gilbert Prilasnig    | 1997–2001              | Herbert Prohaska, Otto Barić | 16           | 0          | 1991–2001                       | August Starek, Robert Pflug, Laco Jurkemik, Milan Đuričić, Ivica Osim                                                                               | Ja                          |
| Martin Hiden         | 1998–2009              | Herbert Prohaska, Otto Barić, Hans Krankl, Willibald Ruttensteiner, Andreas Herzog, Josef Hickersberger, Karel Brückner, Dietmar Constantini                                                        | 50           | 01         | 1992–1994; 1996–1997            | Robert Pflug, Laco Jurkemik, Milan Đuričić, Ivica Osim                                                                                              | Nein                        |
| Günther Neukirchner  | 1998–2001              | Herbert Prohaska, Otto Barić | 14           | 01         | 1989–2006                       | August Starek, Robert Pflug, Laco Jurkemik, Milan Đuričić, Ivica Osim                                                                               | Ja                          |
| Robert Ibertsberger  | 1999–2001              | Herbert Prohaska, Otto Barić | 08           | 0          | 2000–2001                       | Ivica Osim | Ja                          |
| Tomislav Kocijan     | 2000–2001              | Otto Barić | 04           | 01         | 1997–2001                       | Ivica Osim | Ja                          |
| Ronald Brunmayr      | 2000–2003              | Otto Barić, Hans Krankl | 08           | 01         | 2003–2005                       | Franco Foda, Gilbert Gress, Michael Petrović | Nein                        |
| Gerald Strafner      | 2001                   | Otto Barić | 03           | 0          | 1999–2004                       | Ivica Osim, Franco Foda, Gilbert Gress, Michael Petrović                                                                                            | Ja                          |
| Roland Linz          | 2002–2008              | Hans Krankl, Willibald Ruttensteiner, Andreas Herzog, Josef Hickersberger, Karel Brückner | 35           | 07         | 2005                            | Michael Petrović | Ja                          |
| Ferdinand Feldhofer  | 2002–2007              | Hans Krankl, Willibald Ruttensteiner, Andreas Herzog, Josef Hickersberger | 13           | 01         | 1998–2001; seit 2008            | Ivica Osim, Franco Foda | Nein                        |
| Joachim Standfest    | 2003–2008              | | 34           | 02         | seit 2010                       | Franco Foda | Nein                        |
| Ronald Gërçaliu      | 2005–2008              | Hans Krankl, Willibald Ruttensteiner, Andreas Herzog, Josef Hickersberger | 14           | 0          | 2004–2005; 2006                 | Michael Petrović, Franco Foda | Ja                          |
| Jürgen Säumel        | 2005–2009              | Hans Krankl, Willibald Ruttensteiner, Andreas Herzog, Josef Hickersberger | 19           | 0          | 2003–2008                       | Gilbert Gress, Michael Petrović, Franco Foda | Ja                          |
| Johannes Ertl        | 2006–2007              | Josef Hickersberger | 07           | 0          | 2002–2006                       | Ivica Osim, Franco Foda, Gilbert Gress, Michael Petrović                                                                                            | Ja                          |
| Christoph Leitgeb    | 2006–2009              | Josef Hickersberger, Karel Brückner | 26           | 0          | 2005–2007                       | Michael Petrović, Franco Foda | Ja                          |
| Klaus Salmutter      | 2006–2007              | Josef Hickersberger | 04           | 0          | 2002–2008                       | Ivica Osim, Franco Foda, Gilbert Gress, Michael Petrović, Franco Foda                                                                               | Ja                          |
| Sebastian Prödl      | 2006–2009              | Josef Hickersberger, Karel Brückner | 21           | 02         | 2006–2008                       | Franco Foda | Ja                          |
| Roman Kienast        | 2007–2008              | Josef Hickersberger | 10           | 01         | 2006–2008                       | Franco Foda | Ja                          |
| Andreas Hölzl        | seit 2008              | Karel Brückner, Dietmar Constantini | 09           | 02         | seit 2008                       | Franco Foda | Ja                          |
| Marko Stanković      | 2008                   | Karel Brückner | 01           | 0          | 2007–2009                       | Franco Foda | Ja                          |
| Mario Kienzl         | 2009                   | Karel Brückner | 01           | 0          | seit 2001                       | Ivica Osim, Franco Foda, Gilbert Gress, Michael Petrović, Franco Foda                                                                               | Ja                          |
| Daniel Beichler      | seit 2009              | Dietmar Constantini | 04           | 0          | 2007–2010                       | Franco Foda | Ja                          |
| Jakob Jantscher      | seit 2009              | Dietmar Constantini | 06           | 01         | 2007–2010                       | Franco Foda | Ja                          |
| Christian Gratzei    | seit 2009              | Dietmar Constantini | 02           | 0          | seit 2002                       | Ivica Osim, Franco Foda, Gilbert Gress, Michael Petrović, Franco Foda                                                                               | Ja                          |

### Legionäre

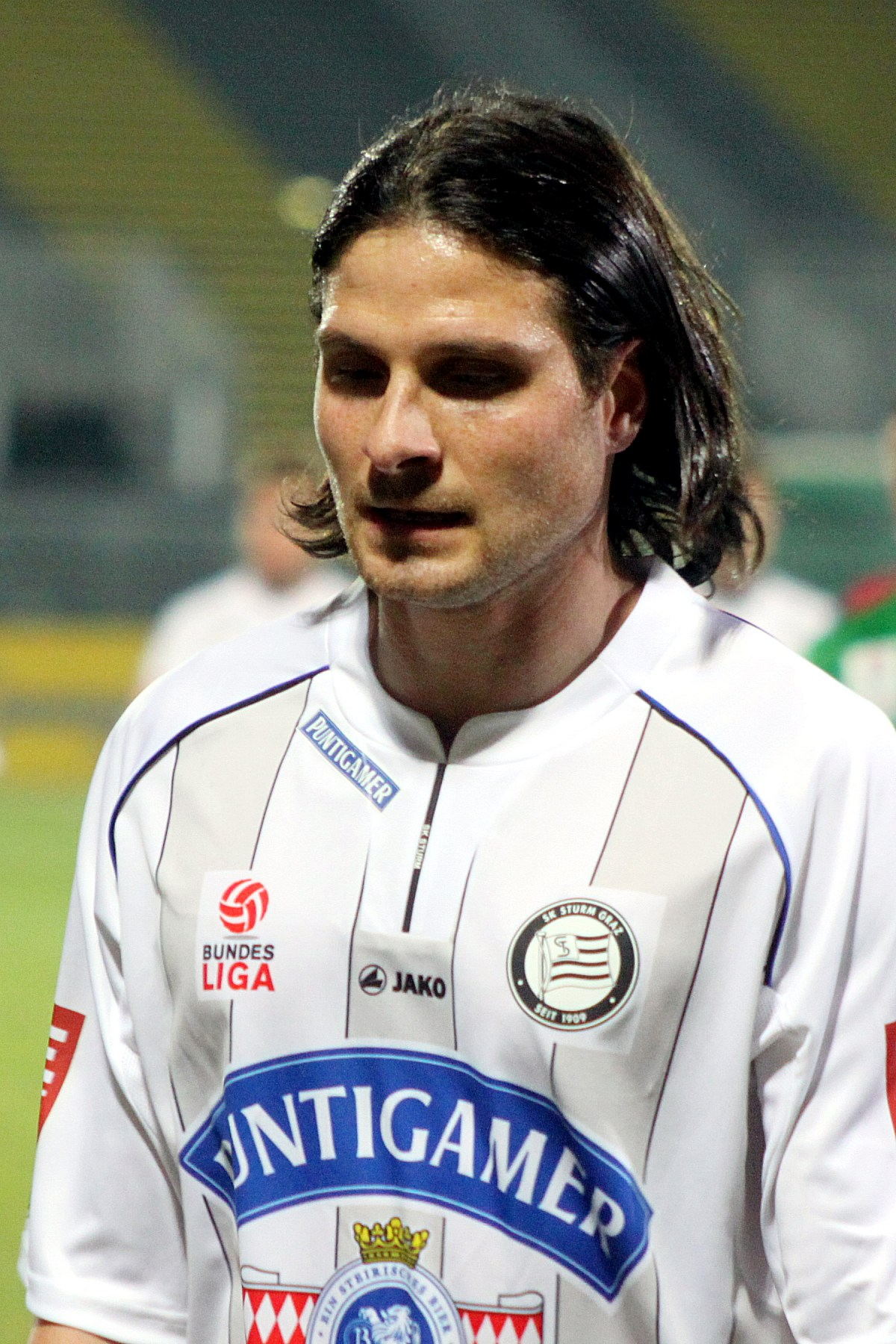
Zwischen 2010 und 2013 bei Sturm: Imre Szabics

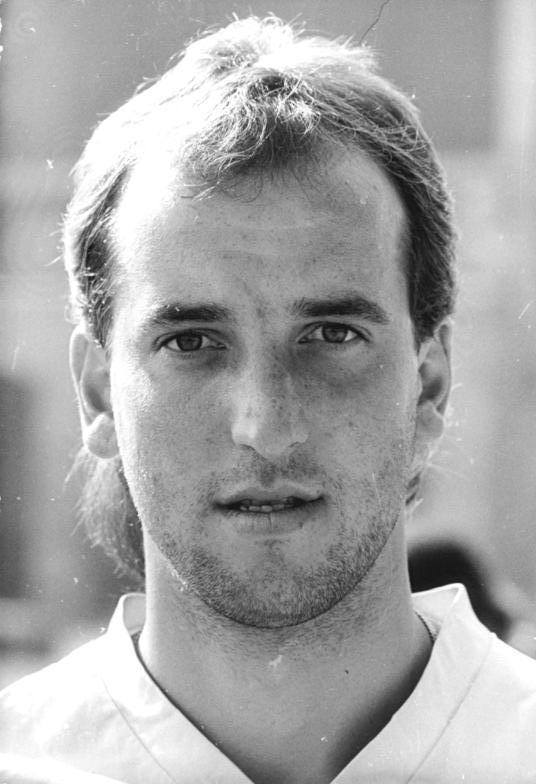
Der Deutsche Harald Krämer spielte zwischen 1987 und 1990 beim SK Sturm

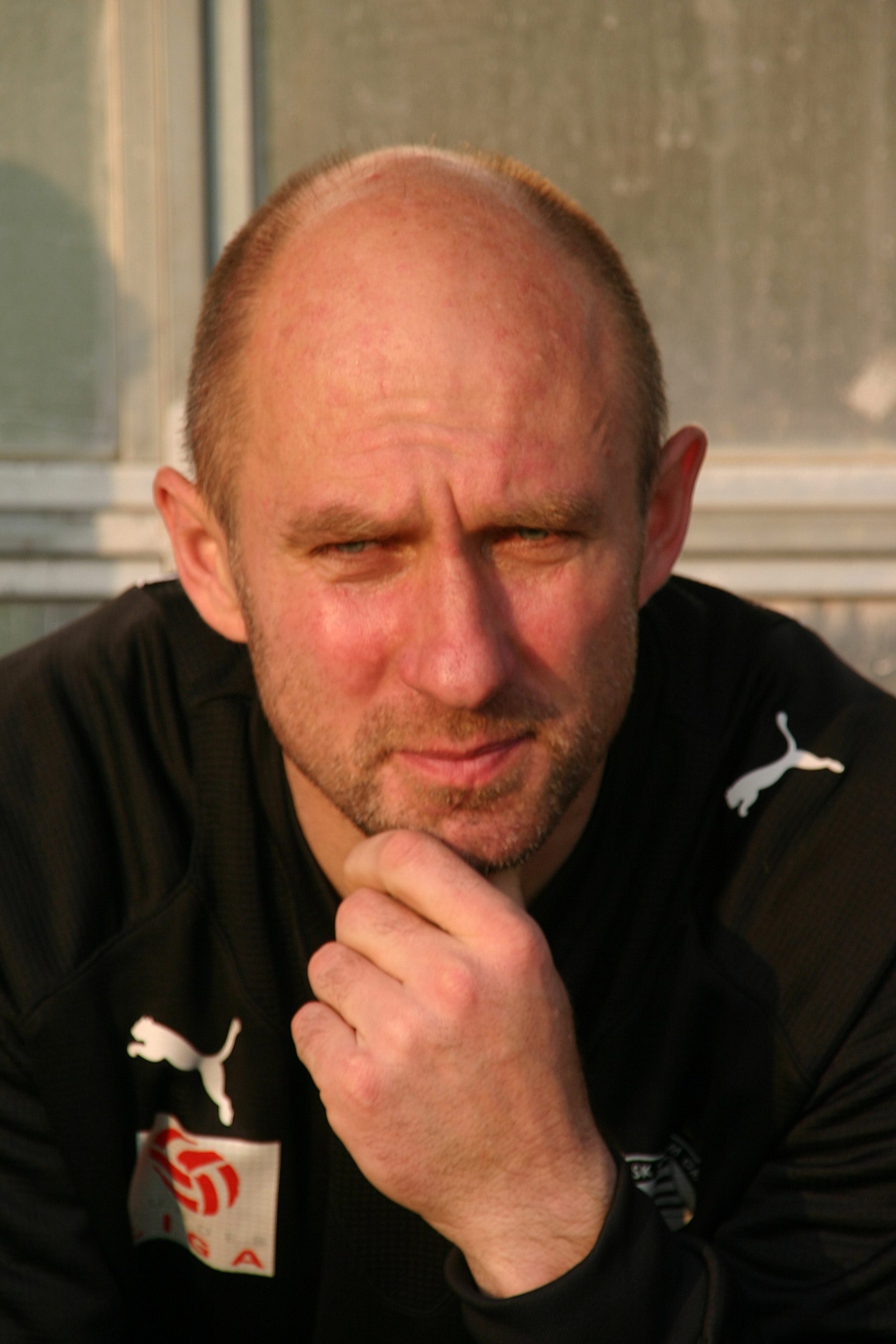
Zwischen 1997 und 2002 Tormann des SK Sturm: Kazimierz Sidorczuk

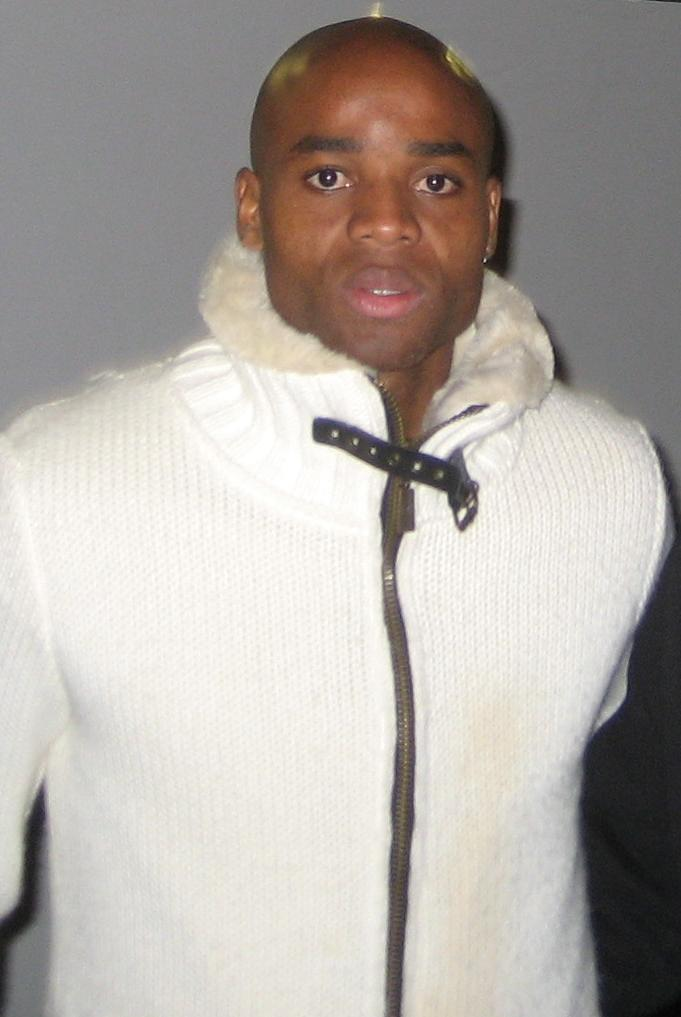
„Problemkind“ Alain Masudi spielte von 2001 bis 2003 bei Sturm

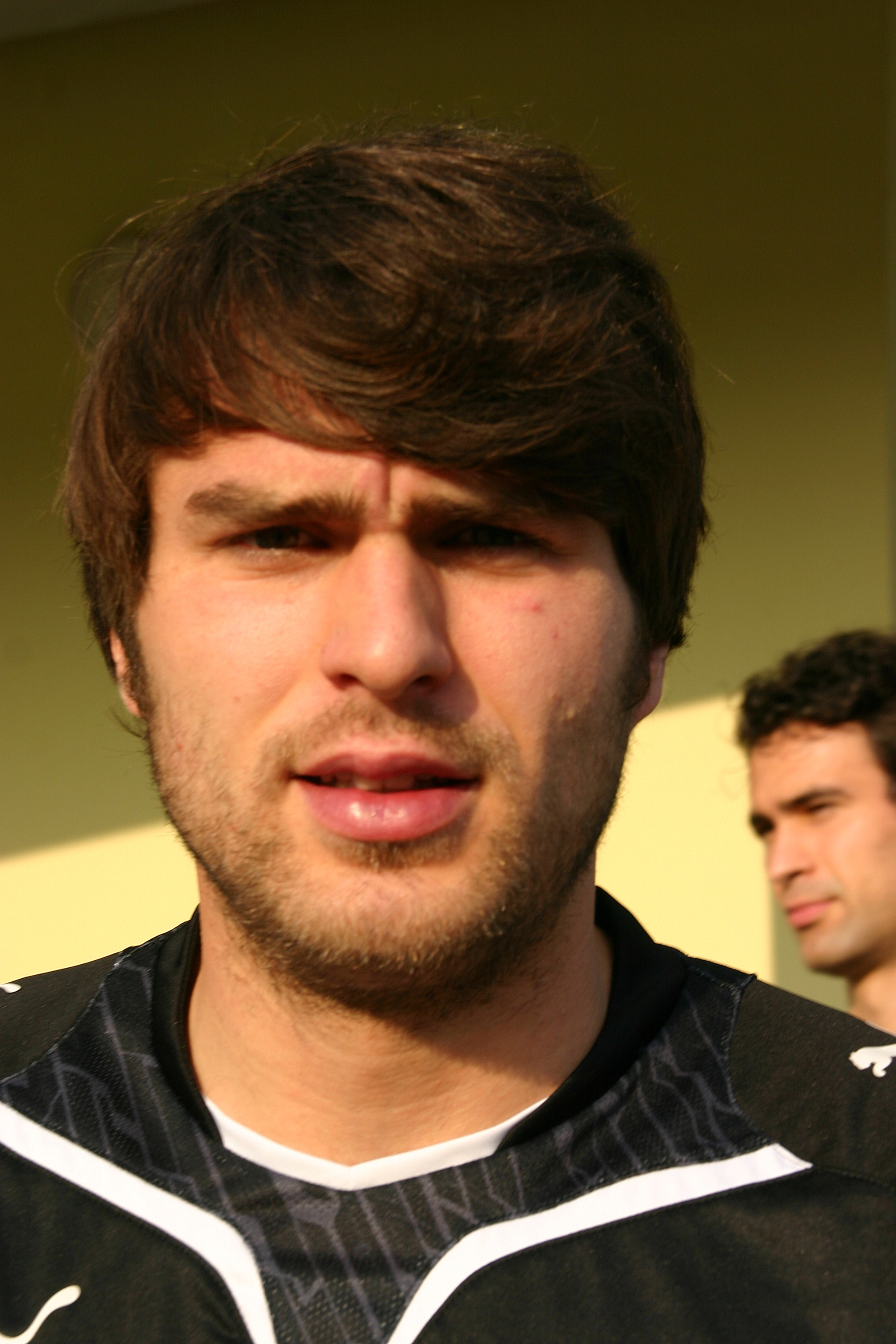
Zwischen 2007 und 2010 bei Sturm: Fabian Lamotte

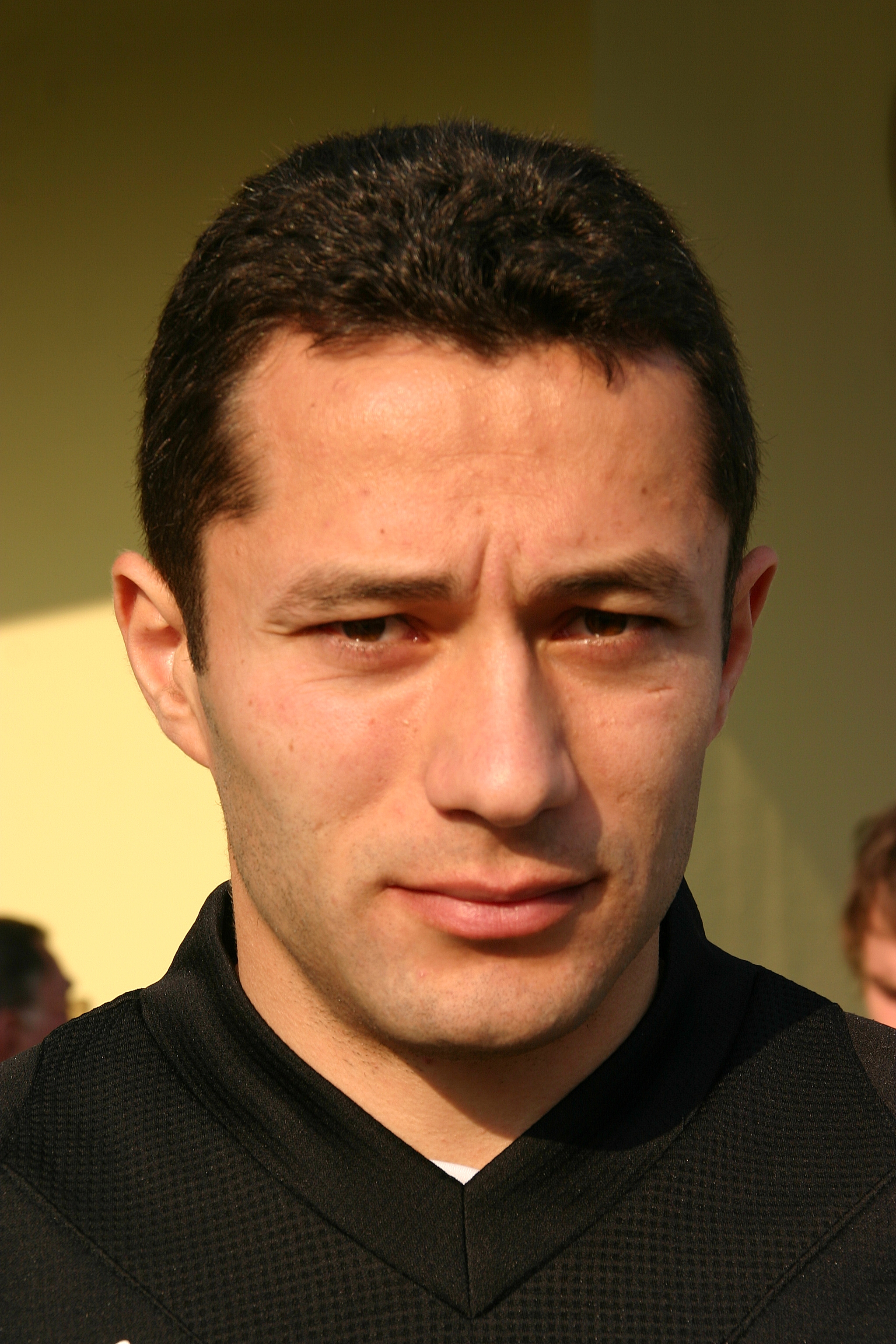
Zwischen 2007 und 2009 bei Sturm: Giorgi Shashiashvili

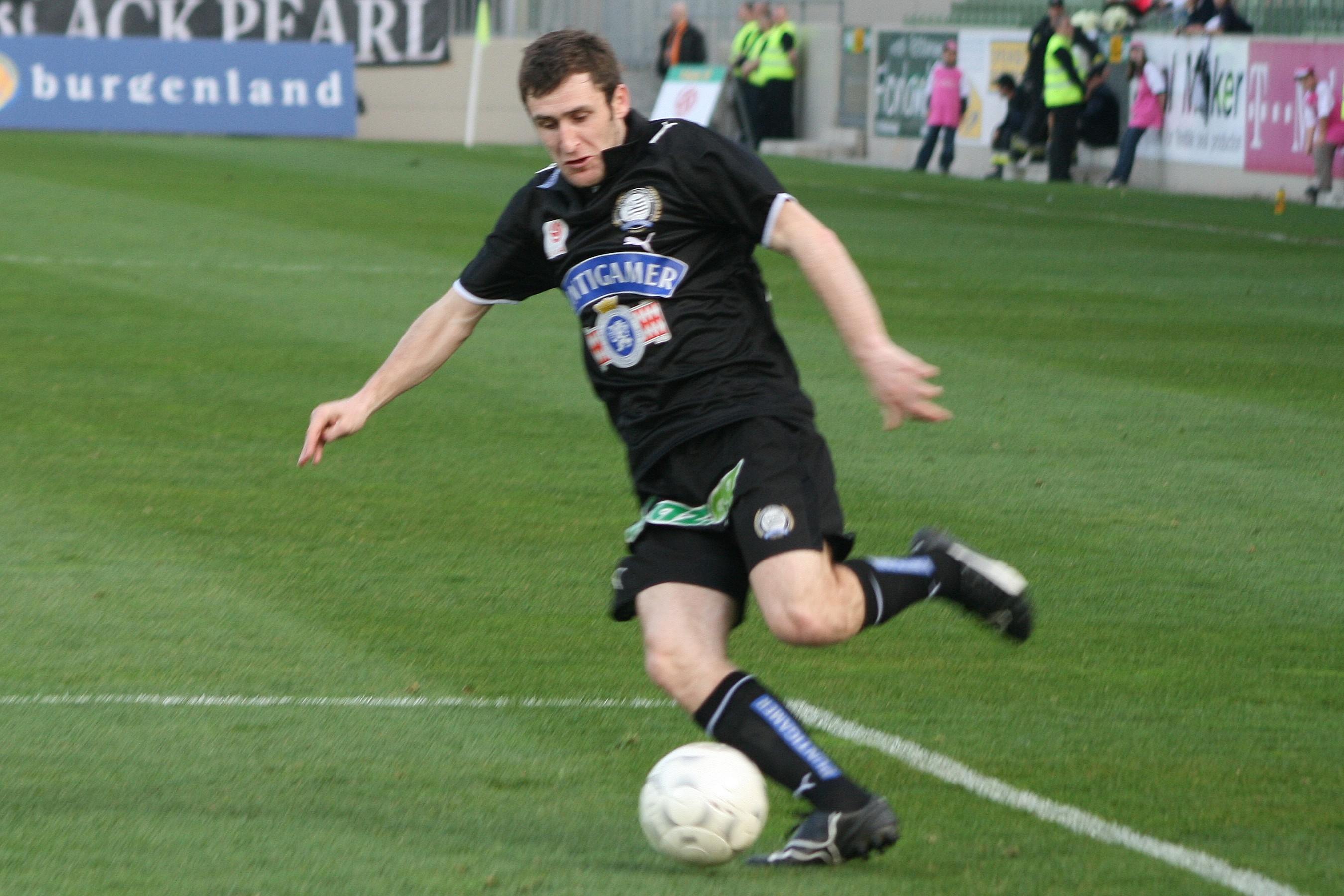
Zwischen 2008 und 2010 Sturm-Spieler: Ilia Kandelaki

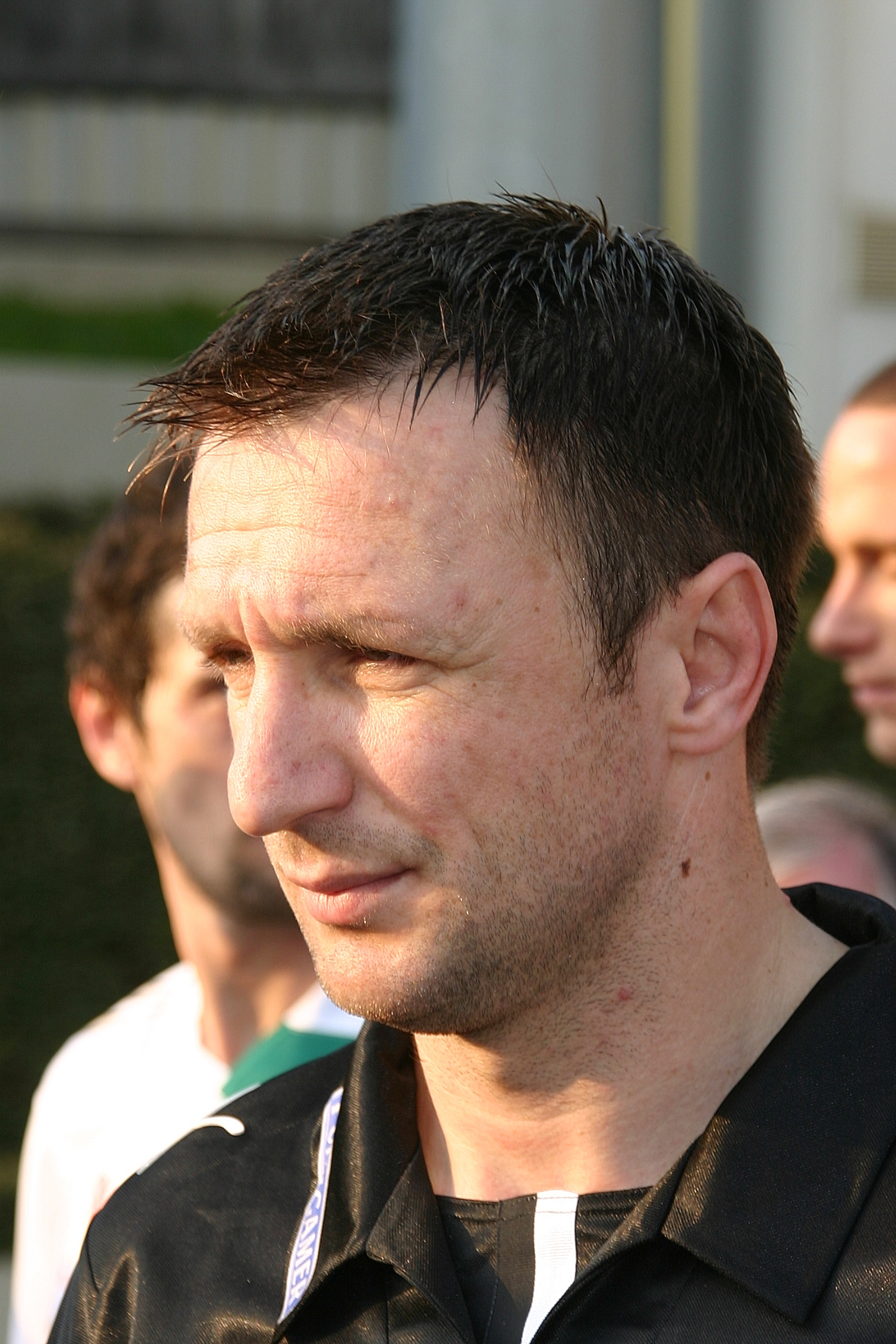
Wechselte 2007 vom Stadtrivalen GAK zu Sturm: Samir Muratović

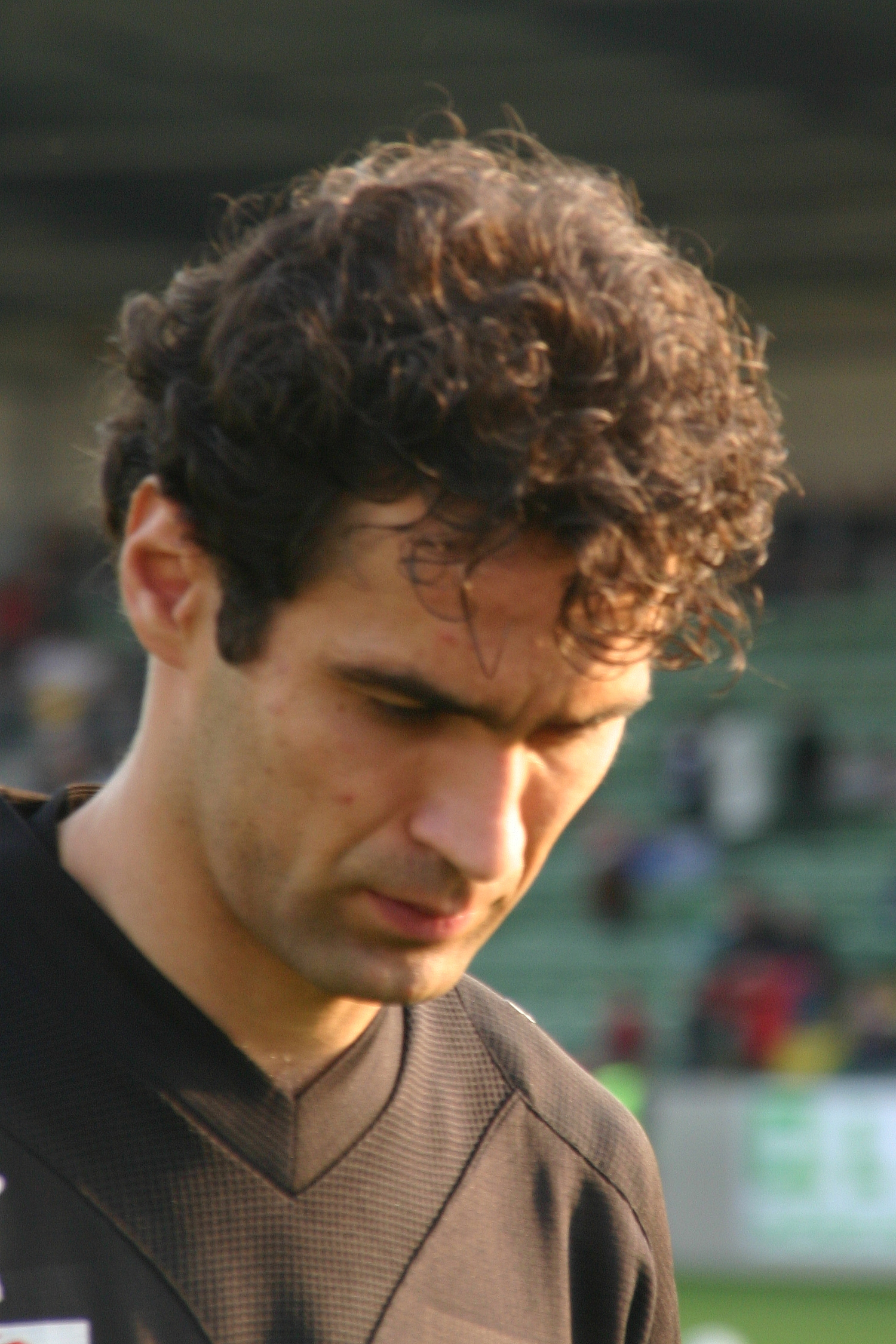
Spielte zwischen 2008 und 2010 ein zweites Mal bei Sturm: Peter Hlinka

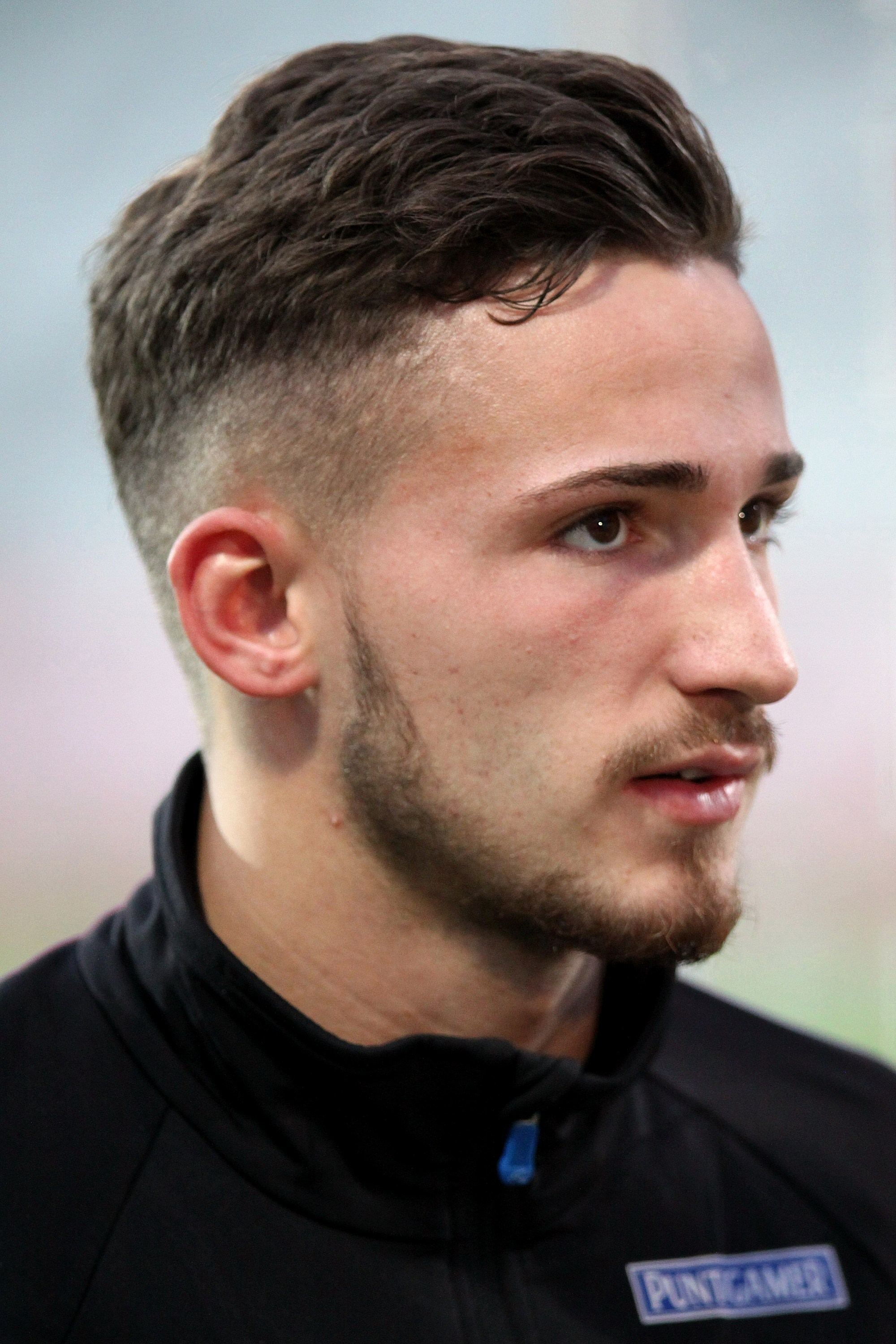
Seit 2015 beim SK Sturm: Donis Avdijaj

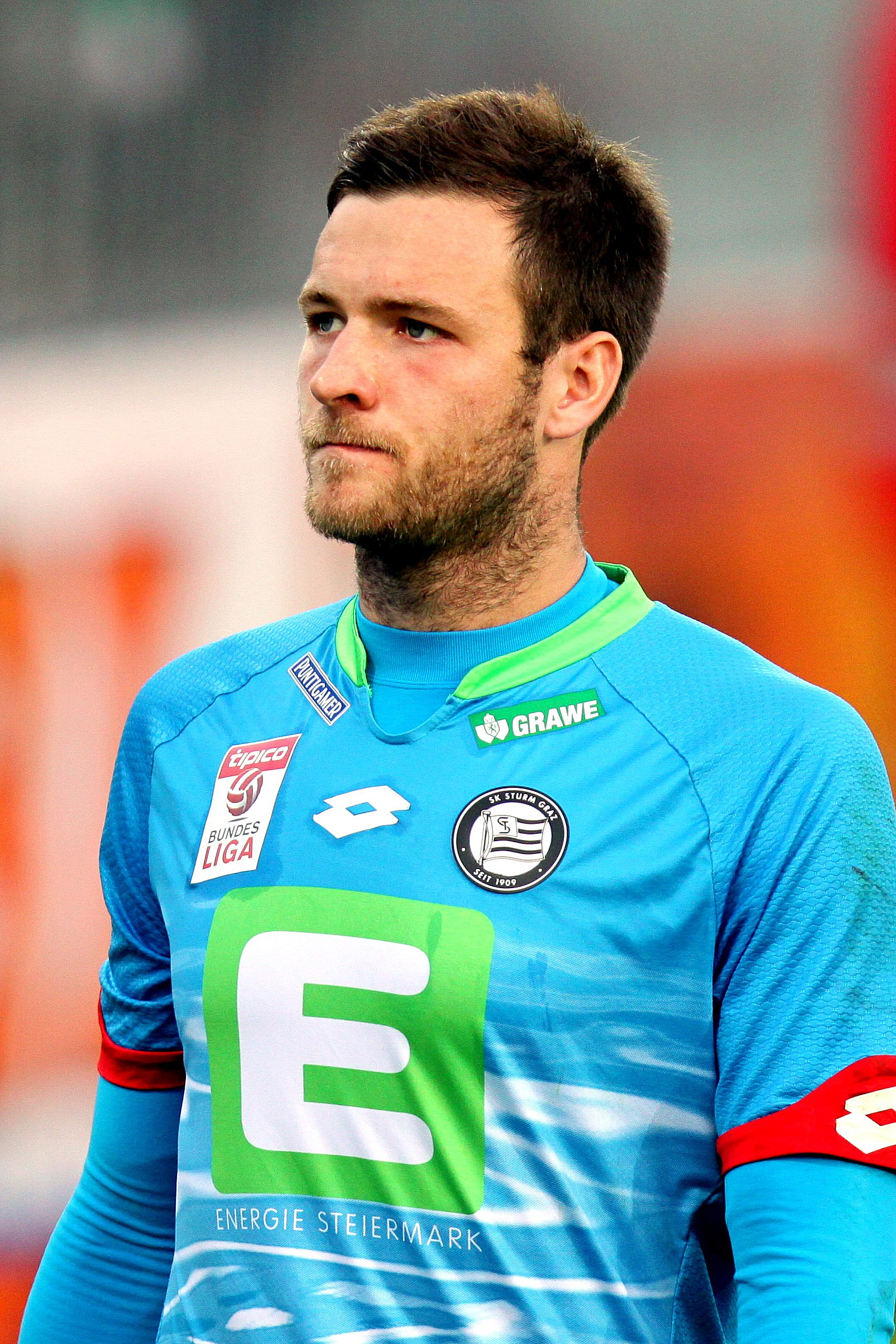
Steht seit 2015 im Tor des SK Sturm: Michael Esser

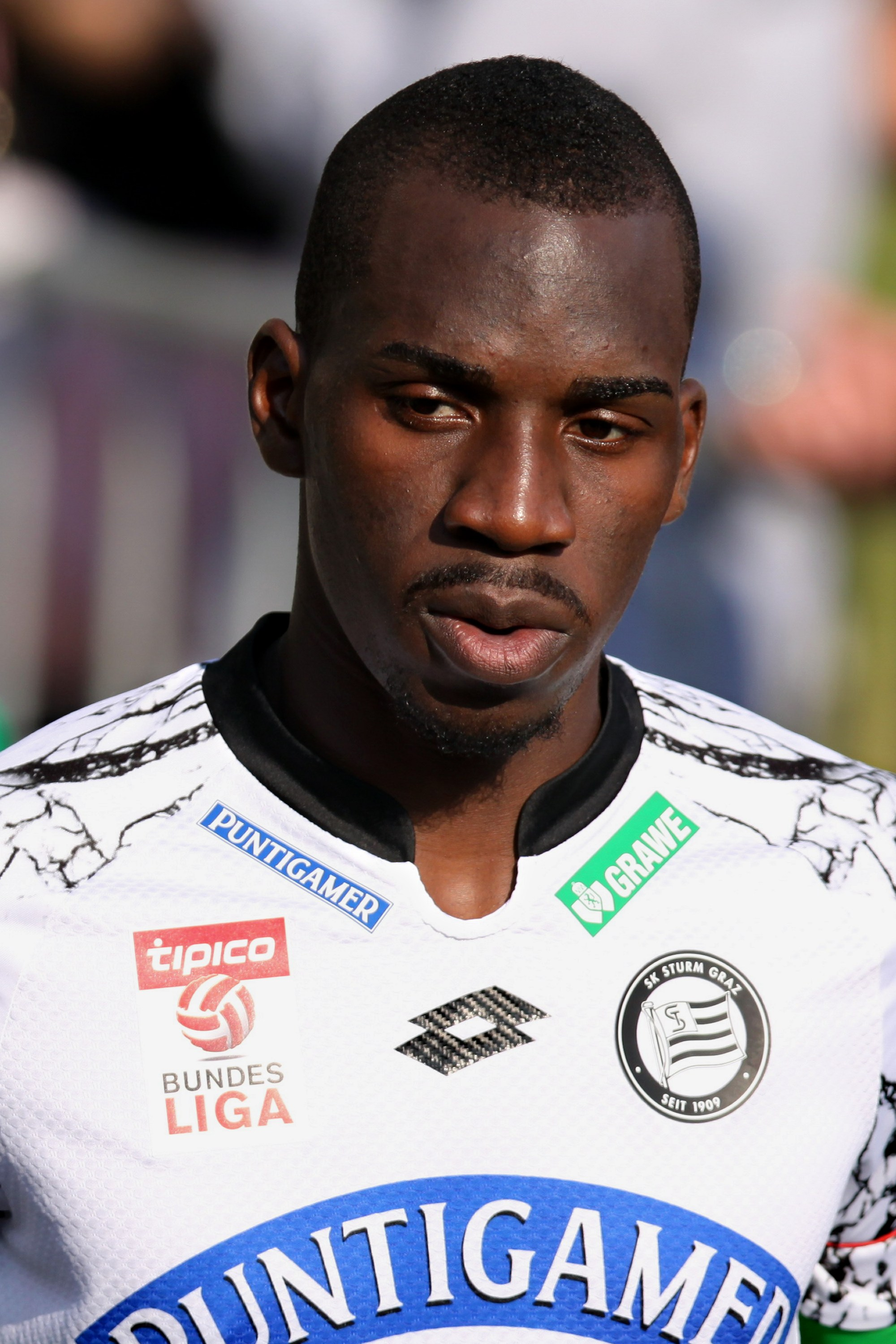
Seit 2015 beim SK Sturm: Wilson Kamavuaka

Die Liste der Legionäre listet alle ausländischen Spieler chronologisch auf, die jemals bei Sturm Graz spielten.
| Spieler                   | Nationalität                     | Nr. | bei Sturm von      | bei Sturm bis      |
| ------------------------- | -------------------------------- | --- | ------------------ | ------------------ |
| Strakovics                | Ungarn                           | 001 | 1926               | ?                  |
| Gangl                     | Ungarn                           | 002 | ?                  | ?                  |
| Josef Meszaros            | Jugoslawien Bundesrepublik 1992  | 003 | 1955               | 1956               |
| Robert Niederkirchner     | Ungarn                           | 004 | 1950               | 1953               |
| Johannsen                 | Norwegen                         | 005 | ?                  | ?                  |
| Yalcin Caka               | Turkei                           | 006 | 1953               | 1957               |
| Grizold                   | Slowenien                        | 007 | ?                  | ?                  |
| Vaszonyi                  | Ungarn                           | 008 | ?                  | ?                  |
| Raffaelidis               | Griechenland                     | 009 | ?                  | ?                  |
| Ivan Medle                | Kroatien                         | 010 | 1964               | 1965               |
| Radivoje Ognjanović       | Serbien                          | 011 | 1963               | ?                  |
| Grcić                     | Kroatien                         | 012 | ?                  | ?                  |
| Odilon Ribeiro Tesourinha | Brasilien                        | 013 | ?                  | ?                  |
| Marijan Berek             | Kroatien                         | 014 | 1966               | 1971               |
| Damir Grloci              | Slowenien                        | 015 | 1968               | 1972               |
| Dietrich Albrecht         | Vereinigte Staaten               | 016 | ?                  | ?                  |
| Hrovje Jukić              | Kroatien                         | 017 | ?                  | ?                  |
| Peter Kupferschmidt       | Deutschland                      | 018 | 1971               | 1972               |
| Kurt Stendal              | Danemark                         | 019 | 1972 / 1973 / 1979 | 1972 / 1978 / 1982 |
| Kjeld Seneca              | Danemark                         | 020 | 1972 / 1977        | 1975 / 1978        |
| Ivar Schriver             | Danemark                         | 021 | ?                  | ?                  |
| Refik Muftić              | Bosnien und Herzegowina          | 022 | 1973               | 1977               |
| Marcel Boyron             | Frankreich                       | 023 | 1978               | 1981               |
| Zvonko Breber             | Slowenien                        | 024 | 1980               | 1984               |
| Božo Bakota               | Kroatien                         | 025 | 1980               | 1986               |
| Milorad Vuksanović        | Slowenien                        | 026 | 1983               | 1984               |
| László Szokolai           | Ungarn                           | 027 | 1983               | 1986               |
| László Fekete             | Ungarn                           | 028 | 1984               | 1985               |
| Josip Čop                 | Kroatien                         | 029 | 1984               | 1986               |
| Michael Petrović          | Kroatien                         | 030 | ?                  | ?                  |
| Johnny Hansen             | Danemark                         | 031 | 1985               | 1987               |
| Muhidin Teskeredzić       | Bosnien und Herzegowina          | 032 | ?                  | ?                  |
| Günther Delzepich         | Deutschland                      | 033 | 1986               | 1987               |
| Harald Krämer             | Deutschland                      | 034 | 1987               | 1990               |
| Jorge Díaz                | Argentinien                      | 035 | 1989               | 1990               |
| Ragnar Margeirsson        | Island                           | 036 | 1989               | 1990               |
| Sigurd Kristensen         | Danemark                         | 037 | 1990               | 1992               |
| Goran Radojević           | Kroatien                         | 038 | 1990               | 1992               |
| Stjepan Deverić           | Kroatien                         | 039 | 1991               | 1993               |
| Damir Mužek               | Kroatien                         | 040 | 1992               | 1993               |
| Igor Calo                 | Kroatien                         | 041 | 1992               | 1993               |
| Darko Milanič             | Slowenien                        | 042 | 1993               | 2000               |
| Marchanno Schultz         | Niederlande                      | 043 | 1993               | 1995               |
| Milazim Rexhaj            | Nordmazedonien                   | 044 | 1993               | 1994               |
| Richard Padmore           | Ghana                            | 045 | 1993               | 1994               |
| Ivica Vastić              | Kroatien Osterreich              | 046 | 1994               | 2002               |
| Zeljko Pakasin            | Kroatien                         | 047 | 1994               | 1996               |
| Andrei Tschernyschow      | Russland                         | 048 | 1995               | 1996               |
| Thomas Gill               | Norwegen                         | 049 | 1995               | 1996               |
| Marek Świerczewski        | Polen                            | 050 | 1996               | 1997               |
| Pål Lydersen              | Norwegen                         | 051 | 1995               | 1996               |
| Giuseppe Giannini         | Italien                          | 052 | 1996               | 1996               |
| Enzo Gambaro              | Italien                          | 053 | 1996               | 1997               |
| Kazimierz Sidorczuk       | Polen Osterreich                 | 054 | 1997               | 2002               |
| Jens Dowe                 | Deutschland                      | 055 | 1997               | 1997               |
| Joseph Spiteri            | Australien                       | 056 | 1996               | 1998               |
| Franco Foda               | Deutschland                      | 057 | 1997               | 2001               |
| Markus Schupp             | Deutschland                      | 058 | 1997               | 2001               |
| Ranko Popović             | Serbien                          | 059 | 1997               | 2001               |
| Tomislav Kocijan          | Kroatien Osterreich              | 060 | 1997               | 2001               |
| Jan-Pieter Martens        | Belgien                          | 061 | 1997               | 2002               |
| Michael Bochtler          | Deutschland                      | 062 | 1998               | 2001               |
| Didier Angibeaud          | Kamerun                          | 063 | 1998               | 2001               |
| Mehrdad Minavand          | Iran                             | 064 | 1998               | 2001               |
| Abiodun Baruwa            | Nigeria                          | 065 | 2000               | 2001               |
| Ajibade Babalade          | Nigeria                          | 066 | 1998               | 1999               |
| Viktor Berco              | Moldau Republik                  | 067 | 1998               | 1999               |
| Georgios Koutsoupias      | Griechenland                     | 068 | 2000               | 2001               |
| Georg Späth               | Deutschland                      | 069 | 2001               | ?                  |
| György Korsós             | Ungarn                           | 070 | 1999               | 2004               |
| Imre Szabics              | Ungarn                           | 071 | 1999; 2010         | 2003               |
| Marko Pantelić            | Serbien                          | 072 | 2000               | 2001               |
| Andrés Fleurquín          | Uruguay Italien                  | 073 | 2000               | 2001               |
| Sergej Yuran              | Russland                         | 074 | 2000               | 2000               |
| Ramiz Mamedov             | Russland Portugal                | 075 | 2000               | 2001               |
| Charles Amoah             | Ghana                            | 076 | 2001; 2004         | 2003; 2004         |
| Peter Hlinka              | Slowakei                         | 077 | 2001; 2008         | 2001; 2010         |
| Martin Pregelj            | Slowenien                        | 078 | 2001               | 2004               |
| Horst Heldt               | Deutschland                      | 079 | 2001               | 2002               |
| Mariano Fernández         | Argentinien                      | 080 | 2001               | 2002               |
| David Mujiri              | Georgien                         | 081 | 2001               | 2006               |
| Francisco Rojas           | Chile                            | 082 | 2001               | 2005               |
| Eddy Bosnar               | Kroatien Australien              | 083 | 2001               | 2004               |
| Alain Masudi              | Kongo Demokratische Republik     | 084 | 2001               | 2003               |
| David Badia               | Spanien                          | 085 | 2001               | ?                  |
| Andrej Panadić            | Kroatien                         | 086 | 2002               | 2002               |
| Daniel Hoffmann           | Deutschland                      | 087 | 2001               | 2002               |
| Robert Golemac            | Kroatien Osterreich              | 088 | 2002               | 2004               |
| Jerzy Brzęczek            | Polen                            | 089 | 2002               | 2003               |
| Didier Angan              | Frankreich                       | 090 | 2002               | 2003               |
| Anto Petrović             | Kroatien                         | 091 | 2002               | 2003               |
| Filip De Wilde            | Belgien                          | 092 | 2003               | 2004               |
| Bojan Filipović           | Serbien                          | 093 | 2003               | 2007               |
| Boban Dmitrović           | Serbien                          | 094 | 2003               | 2005               |
| Martin Hašek              | Tschechien                       | 095 | 2003               | 2004               |
| Darius Kampa              | Polen Deutschland                | 096 | 2007               | 2007               |
| Franck Silvestre          | Frankreich                       | 097 | 2003               | 2005               |
| Amadou Rabihou            | Kamerun                          | 098 | 2002               | 2007               |
| Mitja Mörec               | Slowenien                        | 099 | 2002               | 2005               |
| Radovan Radaković         | Serbien                          | 100 | 2004               | 2005               |
| Mehdi Pashazadeh          | Iran                             | 101 | 2004               | 2005               |
| Javad Razzhagi            | Iran                             | 102 | ?                  | ?                  |
| Frank Verlaat             | Niederlande                      | 103 | 2004               | 2007               |
| Grzegorz Szamotulski      | Polen                            | 104 | 2005               | 2007               |
| Adam Ledwoń               | Polen Deutschland                | 105 | 2005               | 2007               |
| Olivier Nzuzi             | Kongo Republik                   | 106 | 2005               | 2007               |
| Cédric Tsimba             | Kongo Republik Schweiz           | 107 | 2005               | 2007               |
| Dragan Šarac              | Serbien                          | 108 | 2005               | 2007               |
| Ozren Perić               | Bosnien und Herzegowina          | 109 | 2005               | 2008               |
| Sandro Foda               | Deutschland                      | 110 | 2007               | 2012               |
| Fabian Lamotte            | Deutschland                      | 111 | 2007               | 2010               |
| Samir Muratović           | Bosnien und Herzegowina          | 112 | 2007               | 2012               |
| Giorgi Schaschiaschwili   | Georgien                         | 113 | 2007               | 2009               |
| Ilia Kandelaki            | Georgien                         | 114 | 2008               | 2010               |
| Zdenko Baotić             | Bosnien und Herzegowina Kroatien | 115 | 2009               | 2009               |
| Gordon Schildenfeld       | Kroatien                         | 116 | 2009               | 2011               |
| Klemen Lavrič             | Slowenien                        | 117 | 2009               | 2010               |
| Silvije Čavlina           | Kroatien                         | 118 | 2010               | 2012               |
| Timo Perthel              | Deutschland                      | 119 | 2010               | 2011               |
| Patrick Mevoungou         | Kamerun                          | 120 | 2010               | 2011               |
| Giorgi Popchadse          | Georgien                         | 121 | 2011               | 2012               |
| Milan Dudić               | Serbien                          | 122 | 2011               | 2014               |
| Srdjan Pavlov             | Serbien                          | 123 | 2012               | 2012               |
| Johannes Focher           | Deutschland                      | 124 | 2012               | 2013               |
| Nikola Vujadinović        | Montenegro                       | 125 | 2012               | 2014               |
| Richard Sukuta-Pasu       | Deutschland                      | 126 | 2012               | 2013               |
| Naim Scharifi             | Russland                         | 127 | 2014               | 2016               |
| Donis Avdijaj             | Albanien Deutschland             | 128 | 2015               | 2016               |
| Michael Esser             | Deutschland                      | 129 | 2015               | 2016               |
| Charalampos Lykogiannis   | Griechenland                     | 130 | 2015               |                    |
| Wilson Kamavuaka          | Kongo Republik Deutschland       | 131 | 2015               | 2016               |
| Bright Edomwonyi          | Niger                            | 132 | 2015               | 2016               |
| Anastasios Avlonitis      | Griechenland                     | 133 | 2016               | 2017               |
| James Jeggo               | Australien                       | 134 | 2016               |                    |
| Christian Schulz          | Deutschland                      | 135 | 2016               |                    |
| Luan                      | Brasilien                        | 136 | 2017               |                    |
| Martin Ovenstad           | Norwegen                         | 137 | 2017               |                    |
| Emeka Eze                 | Niger                            | 138 | 2017               |                    |